# Стейниц, Вильгельм
Вильге́льм (Уильям) Сте́йниц (Штайниц, нем. Wilhelm Steinitz, англ. William Steinitz, 14 мая 1836, Прага, Земли Чешской короны — 12 августа 1900[…], Нью-Йорк, Нью-Йорк) — австрийский и американский шахматист, первый официальный чемпион мира по шахматам (1886—1894). На рубеже 1860—1870-х годов, уже получив признание как сильнейший игрок своего времени после победы в матче против Адольфа Андерсена, Стейниц разработал учение о позиционной игре, которое пришло на смену доминировавшей «романтической» комбинационной школе и значительно обогатило шахматы.
В 1883 году Стейниц переехал в США и в 1888 году получил американское гражданство, сменив имя на Уильям. В 1886 году он победил Иоганна Цукерторта в матче, условия которого включали провозглашение победителя чемпионом мира. Стейниц несколько раз защитил титул, в том числе дважды — против одного из последних представителей комбинационной школы Михаила Чигорина. В 1894 году Стейниц проиграл матч на первенство мира Эмануилу Ласкеру, который высоко ценил наследие Стейница и стал последовательным пропонентом позиционной школы.
Стейниц был плодовитым литератором, на пике карьеры он на девять лет прекратил турнирные выступления, чтобы сосредоточиться на работе журналиста, а в 1885 году основал «Международный шахматный журнал» (англ. International Chess Magazine). Стейниц публиковал обзоры партий и программные теоретические статьи, его полемика с другими публицистами, которую Стейниц вёл агрессивно и безапелляционно, сама становилась важным событием шахматного мира.

## Биография

### Детство и юность
Вольф Стейниц (имя Вильгельм он принял впоследствии) родился 14 мая 1836 года в еврейском гетто в Праге. Относительно даты рождения Стейница существует путаница, в ряде источников датой рождения указывается 18 мая, сам шахматист даже как-то называл 17 мая. Родителями Вольфа были портной Йозеф-Саломон Стейниц (Штайниц; 1789—1868) и Анна Стейниц (урождённая Торш; 1802—1867). Всего в семье от обоих браков отца было тринадцать детей: семь мальчиков и шесть девочек. Стейниц впоследствии говорил, что был младшим ребёнком, по данным его биографа Курта Ландсбергера, он был девятым по счёту, при этом четверо родившихся позже братьев и сестёр умерли в раннем детстве. В 12 лет Вольф познакомился с шахматами, увлёкся игрой и быстро проявил заметный шахматный талант.
В 1857 году Стейниц официально сменил имя на Вильгельм. В следующем году он поступил в Венский политехнический институт. Во время учёбы Вильгельм зарабатывал себе на жизнь работой репортёра и игрой на ставку в популярном венском кафе «Куропатка» (нем. Rebhuhn). В 1858 году он был принят в Венское шахматное общество. В следующем году Стейниц занял третье место в чемпионате общества, в 1860 году — второе (оба раза побеждал К. Гампе), а в 1861 году одержал победу, выиграв 30 партий из 34. После года обучения Стейниц был отчислен из Политехнического института: его основным занятием стала игра в шахматы, и он не сдал очередные экзамены.

### Лондон
В 1862 году в Лондоне был организован международный шахматный турнир, приуроченный к Всемирной выставке. Венское шахматное общество получило приглашение делегировать на турнир своего представителя, которым стал Стейниц. Стейниц сыграл скромно и занял шестое (последнее призовое) место, набрав 8 очков из 13, при этом два очка стали следствием неявки вышедших из турнира противников. Однако его победа над Огастасом Монгредиеном была признана красивейшей в турнире.
|   | a | b | c | d | e | f | g | h |   |
| - | --- | --- | --- | --- | --- | --- | --- | --- | - |
| 8 | a8 чёрная ладья · d8 чёрный ферзь · f8 чёрная ладья · g8 чёрный король · a7 чёрная пешка · b7 чёрный слон · c7 чёрная пешка · d7 чёрный конь · e7 чёрный слон · h7 чёрная пешка · b6 чёрная пешка · g6 чёрная пешка · d5 чёрная пешка · e5 белый конь · d4 белая пешка · f4 белая пешка · g4 чёрная пешка · d3 белый слон · e3 белый слон · h3 белая ладья · a2 белая пешка · b2 белая пешка · c2 белая пешка · e2 белый ферзь · h2 белая пешка · a1 белая ладья · g1 белый король | a8 чёрная ладья · d8 чёрный ферзь · f8 чёрная ладья · g8 чёрный король · a7 чёрная пешка · b7 чёрный слон · c7 чёрная пешка · d7 чёрный конь · e7 чёрный слон · h7 чёрная пешка · b6 чёрная пешка · g6 чёрная пешка · d5 чёрная пешка · e5 белый конь · d4 белая пешка · f4 белая пешка · g4 чёрная пешка · d3 белый слон · e3 белый слон · h3 белая ладья · a2 белая пешка · b2 белая пешка · c2 белая пешка · e2 белый ферзь · h2 белая пешка · a1 белая ладья · g1 белый король | a8 чёрная ладья · d8 чёрный ферзь · f8 чёрная ладья · g8 чёрный король · a7 чёрная пешка · b7 чёрный слон · c7 чёрная пешка · d7 чёрный конь · e7 чёрный слон · h7 чёрная пешка · b6 чёрная пешка · g6 чёрная пешка · d5 чёрная пешка · e5 белый конь · d4 белая пешка · f4 белая пешка · g4 чёрная пешка · d3 белый слон · e3 белый слон · h3 белая ладья · a2 белая пешка · b2 белая пешка · c2 белая пешка · e2 белый ферзь · h2 белая пешка · a1 белая ладья · g1 белый король | a8 чёрная ладья · d8 чёрный ферзь · f8 чёрная ладья · g8 чёрный король · a7 чёрная пешка · b7 чёрный слон · c7 чёрная пешка · d7 чёрный конь · e7 чёрный слон · h7 чёрная пешка · b6 чёрная пешка · g6 чёрная пешка · d5 чёрная пешка · e5 белый конь · d4 белая пешка · f4 белая пешка · g4 чёрная пешка · d3 белый слон · e3 белый слон · h3 белая ладья · a2 белая пешка · b2 белая пешка · c2 белая пешка · e2 белый ферзь · h2 белая пешка · a1 белая ладья · g1 белый король | a8 чёрная ладья · d8 чёрный ферзь · f8 чёрная ладья · g8 чёрный король · a7 чёрная пешка · b7 чёрный слон · c7 чёрная пешка · d7 чёрный конь · e7 чёрный слон · h7 чёрная пешка · b6 чёрная пешка · g6 чёрная пешка · d5 чёрная пешка · e5 белый конь · d4 белая пешка · f4 белая пешка · g4 чёрная пешка · d3 белый слон · e3 белый слон · h3 белая ладья · a2 белая пешка · b2 белая пешка · c2 белая пешка · e2 белый ферзь · h2 белая пешка · a1 белая ладья · g1 белый король | a8 чёрная ладья · d8 чёрный ферзь · f8 чёрная ладья · g8 чёрный король · a7 чёрная пешка · b7 чёрный слон · c7 чёрная пешка · d7 чёрный конь · e7 чёрный слон · h7 чёрная пешка · b6 чёрная пешка · g6 чёрная пешка · d5 чёрная пешка · e5 белый конь · d4 белая пешка · f4 белая пешка · g4 чёрная пешка · d3 белый слон · e3 белый слон · h3 белая ладья · a2 белая пешка · b2 белая пешка · c2 белая пешка · e2 белый ферзь · h2 белая пешка · a1 белая ладья · g1 белый король | a8 чёрная ладья · d8 чёрный ферзь · f8 чёрная ладья · g8 чёрный король · a7 чёрная пешка · b7 чёрный слон · c7 чёрная пешка · d7 чёрный конь · e7 чёрный слон · h7 чёрная пешка · b6 чёрная пешка · g6 чёрная пешка · d5 чёрная пешка · e5 белый конь · d4 белая пешка · f4 белая пешка · g4 чёрная пешка · d3 белый слон · e3 белый слон · h3 белая ладья · a2 белая пешка · b2 белая пешка · c2 белая пешка · e2 белый ферзь · h2 белая пешка · a1 белая ладья · g1 белый король | a8 чёрная ладья · d8 чёрный ферзь · f8 чёрная ладья · g8 чёрный король · a7 чёрная пешка · b7 чёрный слон · c7 чёрная пешка · d7 чёрный конь · e7 чёрный слон · h7 чёрная пешка · b6 чёрная пешка · g6 чёрная пешка · d5 чёрная пешка · e5 белый конь · d4 белая пешка · f4 белая пешка · g4 чёрная пешка · d3 белый слон · e3 белый слон · h3 белая ладья · a2 белая пешка · b2 белая пешка · c2 белая пешка · e2 белый ферзь · h2 белая пешка · a1 белая ладья · g1 белый король | 8 |
| 7 | a8 чёрная ладья · d8 чёрный ферзь · f8 чёрная ладья · g8 чёрный король · a7 чёрная пешка · b7 чёрный слон · c7 чёрная пешка · d7 чёрный конь · e7 чёрный слон · h7 чёрная пешка · b6 чёрная пешка · g6 чёрная пешка · d5 чёрная пешка · e5 белый конь · d4 белая пешка · f4 белая пешка · g4 чёрная пешка · d3 белый слон · e3 белый слон · h3 белая ладья · a2 белая пешка · b2 белая пешка · c2 белая пешка · e2 белый ферзь · h2 белая пешка · a1 белая ладья · g1 белый король | a8 чёрная ладья · d8 чёрный ферзь · f8 чёрная ладья · g8 чёрный король · a7 чёрная пешка · b7 чёрный слон · c7 чёрная пешка · d7 чёрный конь · e7 чёрный слон · h7 чёрная пешка · b6 чёрная пешка · g6 чёрная пешка · d5 чёрная пешка · e5 белый конь · d4 белая пешка · f4 белая пешка · g4 чёрная пешка · d3 белый слон · e3 белый слон · h3 белая ладья · a2 белая пешка · b2 белая пешка · c2 белая пешка · e2 белый ферзь · h2 белая пешка · a1 белая ладья · g1 белый король | a8 чёрная ладья · d8 чёрный ферзь · f8 чёрная ладья · g8 чёрный король · a7 чёрная пешка · b7 чёрный слон · c7 чёрная пешка · d7 чёрный конь · e7 чёрный слон · h7 чёрная пешка · b6 чёрная пешка · g6 чёрная пешка · d5 чёрная пешка · e5 белый конь · d4 белая пешка · f4 белая пешка · g4 чёрная пешка · d3 белый слон · e3 белый слон · h3 белая ладья · a2 белая пешка · b2 белая пешка · c2 белая пешка · e2 белый ферзь · h2 белая пешка · a1 белая ладья · g1 белый король | a8 чёрная ладья · d8 чёрный ферзь · f8 чёрная ладья · g8 чёрный король · a7 чёрная пешка · b7 чёрный слон · c7 чёрная пешка · d7 чёрный конь · e7 чёрный слон · h7 чёрная пешка · b6 чёрная пешка · g6 чёрная пешка · d5 чёрная пешка · e5 белый конь · d4 белая пешка · f4 белая пешка · g4 чёрная пешка · d3 белый слон · e3 белый слон · h3 белая ладья · a2 белая пешка · b2 белая пешка · c2 белая пешка · e2 белый ферзь · h2 белая пешка · a1 белая ладья · g1 белый король | a8 чёрная ладья · d8 чёрный ферзь · f8 чёрная ладья · g8 чёрный король · a7 чёрная пешка · b7 чёрный слон · c7 чёрная пешка · d7 чёрный конь · e7 чёрный слон · h7 чёрная пешка · b6 чёрная пешка · g6 чёрная пешка · d5 чёрная пешка · e5 белый конь · d4 белая пешка · f4 белая пешка · g4 чёрная пешка · d3 белый слон · e3 белый слон · h3 белая ладья · a2 белая пешка · b2 белая пешка · c2 белая пешка · e2 белый ферзь · h2 белая пешка · a1 белая ладья · g1 белый король | a8 чёрная ладья · d8 чёрный ферзь · f8 чёрная ладья · g8 чёрный король · a7 чёрная пешка · b7 чёрный слон · c7 чёрная пешка · d7 чёрный конь · e7 чёрный слон · h7 чёрная пешка · b6 чёрная пешка · g6 чёрная пешка · d5 чёрная пешка · e5 белый конь · d4 белая пешка · f4 белая пешка · g4 чёрная пешка · d3 белый слон · e3 белый слон · h3 белая ладья · a2 белая пешка · b2 белая пешка · c2 белая пешка · e2 белый ферзь · h2 белая пешка · a1 белая ладья · g1 белый король | a8 чёрная ладья · d8 чёрный ферзь · f8 чёрная ладья · g8 чёрный король · a7 чёрная пешка · b7 чёрный слон · c7 чёрная пешка · d7 чёрный конь · e7 чёрный слон · h7 чёрная пешка · b6 чёрная пешка · g6 чёрная пешка · d5 чёрная пешка · e5 белый конь · d4 белая пешка · f4 белая пешка · g4 чёрная пешка · d3 белый слон · e3 белый слон · h3 белая ладья · a2 белая пешка · b2 белая пешка · c2 белая пешка · e2 белый ферзь · h2 белая пешка · a1 белая ладья · g1 белый король | a8 чёрная ладья · d8 чёрный ферзь · f8 чёрная ладья · g8 чёрный король · a7 чёрная пешка · b7 чёрный слон · c7 чёрная пешка · d7 чёрный конь · e7 чёрный слон · h7 чёрная пешка · b6 чёрная пешка · g6 чёрная пешка · d5 чёрная пешка · e5 белый конь · d4 белая пешка · f4 белая пешка · g4 чёрная пешка · d3 белый слон · e3 белый слон · h3 белая ладья · a2 белая пешка · b2 белая пешка · c2 белая пешка · e2 белый ферзь · h2 белая пешка · a1 белая ладья · g1 белый король | 7 |
| 6 | a8 чёрная ладья · d8 чёрный ферзь · f8 чёрная ладья · g8 чёрный король · a7 чёрная пешка · b7 чёрный слон · c7 чёрная пешка · d7 чёрный конь · e7 чёрный слон · h7 чёрная пешка · b6 чёрная пешка · g6 чёрная пешка · d5 чёрная пешка · e5 белый конь · d4 белая пешка · f4 белая пешка · g4 чёрная пешка · d3 белый слон · e3 белый слон · h3 белая ладья · a2 белая пешка · b2 белая пешка · c2 белая пешка · e2 белый ферзь · h2 белая пешка · a1 белая ладья · g1 белый король | a8 чёрная ладья · d8 чёрный ферзь · f8 чёрная ладья · g8 чёрный король · a7 чёрная пешка · b7 чёрный слон · c7 чёрная пешка · d7 чёрный конь · e7 чёрный слон · h7 чёрная пешка · b6 чёрная пешка · g6 чёрная пешка · d5 чёрная пешка · e5 белый конь · d4 белая пешка · f4 белая пешка · g4 чёрная пешка · d3 белый слон · e3 белый слон · h3 белая ладья · a2 белая пешка · b2 белая пешка · c2 белая пешка · e2 белый ферзь · h2 белая пешка · a1 белая ладья · g1 белый король | a8 чёрная ладья · d8 чёрный ферзь · f8 чёрная ладья · g8 чёрный король · a7 чёрная пешка · b7 чёрный слон · c7 чёрная пешка · d7 чёрный конь · e7 чёрный слон · h7 чёрная пешка · b6 чёрная пешка · g6 чёрная пешка · d5 чёрная пешка · e5 белый конь · d4 белая пешка · f4 белая пешка · g4 чёрная пешка · d3 белый слон · e3 белый слон · h3 белая ладья · a2 белая пешка · b2 белая пешка · c2 белая пешка · e2 белый ферзь · h2 белая пешка · a1 белая ладья · g1 белый король | a8 чёрная ладья · d8 чёрный ферзь · f8 чёрная ладья · g8 чёрный король · a7 чёрная пешка · b7 чёрный слон · c7 чёрная пешка · d7 чёрный конь · e7 чёрный слон · h7 чёрная пешка · b6 чёрная пешка · g6 чёрная пешка · d5 чёрная пешка · e5 белый конь · d4 белая пешка · f4 белая пешка · g4 чёрная пешка · d3 белый слон · e3 белый слон · h3 белая ладья · a2 белая пешка · b2 белая пешка · c2 белая пешка · e2 белый ферзь · h2 белая пешка · a1 белая ладья · g1 белый король | a8 чёрная ладья · d8 чёрный ферзь · f8 чёрная ладья · g8 чёрный король · a7 чёрная пешка · b7 чёрный слон · c7 чёрная пешка · d7 чёрный конь · e7 чёрный слон · h7 чёрная пешка · b6 чёрная пешка · g6 чёрная пешка · d5 чёрная пешка · e5 белый конь · d4 белая пешка · f4 белая пешка · g4 чёрная пешка · d3 белый слон · e3 белый слон · h3 белая ладья · a2 белая пешка · b2 белая пешка · c2 белая пешка · e2 белый ферзь · h2 белая пешка · a1 белая ладья · g1 белый король | a8 чёрная ладья · d8 чёрный ферзь · f8 чёрная ладья · g8 чёрный король · a7 чёрная пешка · b7 чёрный слон · c7 чёрная пешка · d7 чёрный конь · e7 чёрный слон · h7 чёрная пешка · b6 чёрная пешка · g6 чёрная пешка · d5 чёрная пешка · e5 белый конь · d4 белая пешка · f4 белая пешка · g4 чёрная пешка · d3 белый слон · e3 белый слон · h3 белая ладья · a2 белая пешка · b2 белая пешка · c2 белая пешка · e2 белый ферзь · h2 белая пешка · a1 белая ладья · g1 белый король | a8 чёрная ладья · d8 чёрный ферзь · f8 чёрная ладья · g8 чёрный король · a7 чёрная пешка · b7 чёрный слон · c7 чёрная пешка · d7 чёрный конь · e7 чёрный слон · h7 чёрная пешка · b6 чёрная пешка · g6 чёрная пешка · d5 чёрная пешка · e5 белый конь · d4 белая пешка · f4 белая пешка · g4 чёрная пешка · d3 белый слон · e3 белый слон · h3 белая ладья · a2 белая пешка · b2 белая пешка · c2 белая пешка · e2 белый ферзь · h2 белая пешка · a1 белая ладья · g1 белый король | a8 чёрная ладья · d8 чёрный ферзь · f8 чёрная ладья · g8 чёрный король · a7 чёрная пешка · b7 чёрный слон · c7 чёрная пешка · d7 чёрный конь · e7 чёрный слон · h7 чёрная пешка · b6 чёрная пешка · g6 чёрная пешка · d5 чёрная пешка · e5 белый конь · d4 белая пешка · f4 белая пешка · g4 чёрная пешка · d3 белый слон · e3 белый слон · h3 белая ладья · a2 белая пешка · b2 белая пешка · c2 белая пешка · e2 белый ферзь · h2 белая пешка · a1 белая ладья · g1 белый король | 6 |
| 5 | a8 чёрная ладья · d8 чёрный ферзь · f8 чёрная ладья · g8 чёрный король · a7 чёрная пешка · b7 чёрный слон · c7 чёрная пешка · d7 чёрный конь · e7 чёрный слон · h7 чёрная пешка · b6 чёрная пешка · g6 чёрная пешка · d5 чёрная пешка · e5 белый конь · d4 белая пешка · f4 белая пешка · g4 чёрная пешка · d3 белый слон · e3 белый слон · h3 белая ладья · a2 белая пешка · b2 белая пешка · c2 белая пешка · e2 белый ферзь · h2 белая пешка · a1 белая ладья · g1 белый король | a8 чёрная ладья · d8 чёрный ферзь · f8 чёрная ладья · g8 чёрный король · a7 чёрная пешка · b7 чёрный слон · c7 чёрная пешка · d7 чёрный конь · e7 чёрный слон · h7 чёрная пешка · b6 чёрная пешка · g6 чёрная пешка · d5 чёрная пешка · e5 белый конь · d4 белая пешка · f4 белая пешка · g4 чёрная пешка · d3 белый слон · e3 белый слон · h3 белая ладья · a2 белая пешка · b2 белая пешка · c2 белая пешка · e2 белый ферзь · h2 белая пешка · a1 белая ладья · g1 белый король | a8 чёрная ладья · d8 чёрный ферзь · f8 чёрная ладья · g8 чёрный король · a7 чёрная пешка · b7 чёрный слон · c7 чёрная пешка · d7 чёрный конь · e7 чёрный слон · h7 чёрная пешка · b6 чёрная пешка · g6 чёрная пешка · d5 чёрная пешка · e5 белый конь · d4 белая пешка · f4 белая пешка · g4 чёрная пешка · d3 белый слон · e3 белый слон · h3 белая ладья · a2 белая пешка · b2 белая пешка · c2 белая пешка · e2 белый ферзь · h2 белая пешка · a1 белая ладья · g1 белый король | a8 чёрная ладья · d8 чёрный ферзь · f8 чёрная ладья · g8 чёрный король · a7 чёрная пешка · b7 чёрный слон · c7 чёрная пешка · d7 чёрный конь · e7 чёрный слон · h7 чёрная пешка · b6 чёрная пешка · g6 чёрная пешка · d5 чёрная пешка · e5 белый конь · d4 белая пешка · f4 белая пешка · g4 чёрная пешка · d3 белый слон · e3 белый слон · h3 белая ладья · a2 белая пешка · b2 белая пешка · c2 белая пешка · e2 белый ферзь · h2 белая пешка · a1 белая ладья · g1 белый король | a8 чёрная ладья · d8 чёрный ферзь · f8 чёрная ладья · g8 чёрный король · a7 чёрная пешка · b7 чёрный слон · c7 чёрная пешка · d7 чёрный конь · e7 чёрный слон · h7 чёрная пешка · b6 чёрная пешка · g6 чёрная пешка · d5 чёрная пешка · e5 белый конь · d4 белая пешка · f4 белая пешка · g4 чёрная пешка · d3 белый слон · e3 белый слон · h3 белая ладья · a2 белая пешка · b2 белая пешка · c2 белая пешка · e2 белый ферзь · h2 белая пешка · a1 белая ладья · g1 белый король | a8 чёрная ладья · d8 чёрный ферзь · f8 чёрная ладья · g8 чёрный король · a7 чёрная пешка · b7 чёрный слон · c7 чёрная пешка · d7 чёрный конь · e7 чёрный слон · h7 чёрная пешка · b6 чёрная пешка · g6 чёрная пешка · d5 чёрная пешка · e5 белый конь · d4 белая пешка · f4 белая пешка · g4 чёрная пешка · d3 белый слон · e3 белый слон · h3 белая ладья · a2 белая пешка · b2 белая пешка · c2 белая пешка · e2 белый ферзь · h2 белая пешка · a1 белая ладья · g1 белый король | a8 чёрная ладья · d8 чёрный ферзь · f8 чёрная ладья · g8 чёрный король · a7 чёрная пешка · b7 чёрный слон · c7 чёрная пешка · d7 чёрный конь · e7 чёрный слон · h7 чёрная пешка · b6 чёрная пешка · g6 чёрная пешка · d5 чёрная пешка · e5 белый конь · d4 белая пешка · f4 белая пешка · g4 чёрная пешка · d3 белый слон · e3 белый слон · h3 белая ладья · a2 белая пешка · b2 белая пешка · c2 белая пешка · e2 белый ферзь · h2 белая пешка · a1 белая ладья · g1 белый король | a8 чёрная ладья · d8 чёрный ферзь · f8 чёрная ладья · g8 чёрный король · a7 чёрная пешка · b7 чёрный слон · c7 чёрная пешка · d7 чёрный конь · e7 чёрный слон · h7 чёрная пешка · b6 чёрная пешка · g6 чёрная пешка · d5 чёрная пешка · e5 белый конь · d4 белая пешка · f4 белая пешка · g4 чёрная пешка · d3 белый слон · e3 белый слон · h3 белая ладья · a2 белая пешка · b2 белая пешка · c2 белая пешка · e2 белый ферзь · h2 белая пешка · a1 белая ладья · g1 белый король | 5 |
| 4 | a8 чёрная ладья · d8 чёрный ферзь · f8 чёрная ладья · g8 чёрный король · a7 чёрная пешка · b7 чёрный слон · c7 чёрная пешка · d7 чёрный конь · e7 чёрный слон · h7 чёрная пешка · b6 чёрная пешка · g6 чёрная пешка · d5 чёрная пешка · e5 белый конь · d4 белая пешка · f4 белая пешка · g4 чёрная пешка · d3 белый слон · e3 белый слон · h3 белая ладья · a2 белая пешка · b2 белая пешка · c2 белая пешка · e2 белый ферзь · h2 белая пешка · a1 белая ладья · g1 белый король | a8 чёрная ладья · d8 чёрный ферзь · f8 чёрная ладья · g8 чёрный король · a7 чёрная пешка · b7 чёрный слон · c7 чёрная пешка · d7 чёрный конь · e7 чёрный слон · h7 чёрная пешка · b6 чёрная пешка · g6 чёрная пешка · d5 чёрная пешка · e5 белый конь · d4 белая пешка · f4 белая пешка · g4 чёрная пешка · d3 белый слон · e3 белый слон · h3 белая ладья · a2 белая пешка · b2 белая пешка · c2 белая пешка · e2 белый ферзь · h2 белая пешка · a1 белая ладья · g1 белый король | a8 чёрная ладья · d8 чёрный ферзь · f8 чёрная ладья · g8 чёрный король · a7 чёрная пешка · b7 чёрный слон · c7 чёрная пешка · d7 чёрный конь · e7 чёрный слон · h7 чёрная пешка · b6 чёрная пешка · g6 чёрная пешка · d5 чёрная пешка · e5 белый конь · d4 белая пешка · f4 белая пешка · g4 чёрная пешка · d3 белый слон · e3 белый слон · h3 белая ладья · a2 белая пешка · b2 белая пешка · c2 белая пешка · e2 белый ферзь · h2 белая пешка · a1 белая ладья · g1 белый король | a8 чёрная ладья · d8 чёрный ферзь · f8 чёрная ладья · g8 чёрный король · a7 чёрная пешка · b7 чёрный слон · c7 чёрная пешка · d7 чёрный конь · e7 чёрный слон · h7 чёрная пешка · b6 чёрная пешка · g6 чёрная пешка · d5 чёрная пешка · e5 белый конь · d4 белая пешка · f4 белая пешка · g4 чёрная пешка · d3 белый слон · e3 белый слон · h3 белая ладья · a2 белая пешка · b2 белая пешка · c2 белая пешка · e2 белый ферзь · h2 белая пешка · a1 белая ладья · g1 белый король | a8 чёрная ладья · d8 чёрный ферзь · f8 чёрная ладья · g8 чёрный король · a7 чёрная пешка · b7 чёрный слон · c7 чёрная пешка · d7 чёрный конь · e7 чёрный слон · h7 чёрная пешка · b6 чёрная пешка · g6 чёрная пешка · d5 чёрная пешка · e5 белый конь · d4 белая пешка · f4 белая пешка · g4 чёрная пешка · d3 белый слон · e3 белый слон · h3 белая ладья · a2 белая пешка · b2 белая пешка · c2 белая пешка · e2 белый ферзь · h2 белая пешка · a1 белая ладья · g1 белый король | a8 чёрная ладья · d8 чёрный ферзь · f8 чёрная ладья · g8 чёрный король · a7 чёрная пешка · b7 чёрный слон · c7 чёрная пешка · d7 чёрный конь · e7 чёрный слон · h7 чёрная пешка · b6 чёрная пешка · g6 чёрная пешка · d5 чёрная пешка · e5 белый конь · d4 белая пешка · f4 белая пешка · g4 чёрная пешка · d3 белый слон · e3 белый слон · h3 белая ладья · a2 белая пешка · b2 белая пешка · c2 белая пешка · e2 белый ферзь · h2 белая пешка · a1 белая ладья · g1 белый король | a8 чёрная ладья · d8 чёрный ферзь · f8 чёрная ладья · g8 чёрный король · a7 чёрная пешка · b7 чёрный слон · c7 чёрная пешка · d7 чёрный конь · e7 чёрный слон · h7 чёрная пешка · b6 чёрная пешка · g6 чёрная пешка · d5 чёрная пешка · e5 белый конь · d4 белая пешка · f4 белая пешка · g4 чёрная пешка · d3 белый слон · e3 белый слон · h3 белая ладья · a2 белая пешка · b2 белая пешка · c2 белая пешка · e2 белый ферзь · h2 белая пешка · a1 белая ладья · g1 белый король | a8 чёрная ладья · d8 чёрный ферзь · f8 чёрная ладья · g8 чёрный король · a7 чёрная пешка · b7 чёрный слон · c7 чёрная пешка · d7 чёрный конь · e7 чёрный слон · h7 чёрная пешка · b6 чёрная пешка · g6 чёрная пешка · d5 чёрная пешка · e5 белый конь · d4 белая пешка · f4 белая пешка · g4 чёрная пешка · d3 белый слон · e3 белый слон · h3 белая ладья · a2 белая пешка · b2 белая пешка · c2 белая пешка · e2 белый ферзь · h2 белая пешка · a1 белая ладья · g1 белый король | 4 |
| 3 | a8 чёрная ладья · d8 чёрный ферзь · f8 чёрная ладья · g8 чёрный король · a7 чёрная пешка · b7 чёрный слон · c7 чёрная пешка · d7 чёрный конь · e7 чёрный слон · h7 чёрная пешка · b6 чёрная пешка · g6 чёрная пешка · d5 чёрная пешка · e5 белый конь · d4 белая пешка · f4 белая пешка · g4 чёрная пешка · d3 белый слон · e3 белый слон · h3 белая ладья · a2 белая пешка · b2 белая пешка · c2 белая пешка · e2 белый ферзь · h2 белая пешка · a1 белая ладья · g1 белый король | a8 чёрная ладья · d8 чёрный ферзь · f8 чёрная ладья · g8 чёрный король · a7 чёрная пешка · b7 чёрный слон · c7 чёрная пешка · d7 чёрный конь · e7 чёрный слон · h7 чёрная пешка · b6 чёрная пешка · g6 чёрная пешка · d5 чёрная пешка · e5 белый конь · d4 белая пешка · f4 белая пешка · g4 чёрная пешка · d3 белый слон · e3 белый слон · h3 белая ладья · a2 белая пешка · b2 белая пешка · c2 белая пешка · e2 белый ферзь · h2 белая пешка · a1 белая ладья · g1 белый король | a8 чёрная ладья · d8 чёрный ферзь · f8 чёрная ладья · g8 чёрный король · a7 чёрная пешка · b7 чёрный слон · c7 чёрная пешка · d7 чёрный конь · e7 чёрный слон · h7 чёрная пешка · b6 чёрная пешка · g6 чёрная пешка · d5 чёрная пешка · e5 белый конь · d4 белая пешка · f4 белая пешка · g4 чёрная пешка · d3 белый слон · e3 белый слон · h3 белая ладья · a2 белая пешка · b2 белая пешка · c2 белая пешка · e2 белый ферзь · h2 белая пешка · a1 белая ладья · g1 белый король | a8 чёрная ладья · d8 чёрный ферзь · f8 чёрная ладья · g8 чёрный король · a7 чёрная пешка · b7 чёрный слон · c7 чёрная пешка · d7 чёрный конь · e7 чёрный слон · h7 чёрная пешка · b6 чёрная пешка · g6 чёрная пешка · d5 чёрная пешка · e5 белый конь · d4 белая пешка · f4 белая пешка · g4 чёрная пешка · d3 белый слон · e3 белый слон · h3 белая ладья · a2 белая пешка · b2 белая пешка · c2 белая пешка · e2 белый ферзь · h2 белая пешка · a1 белая ладья · g1 белый король | a8 чёрная ладья · d8 чёрный ферзь · f8 чёрная ладья · g8 чёрный король · a7 чёрная пешка · b7 чёрный слон · c7 чёрная пешка · d7 чёрный конь · e7 чёрный слон · h7 чёрная пешка · b6 чёрная пешка · g6 чёрная пешка · d5 чёрная пешка · e5 белый конь · d4 белая пешка · f4 белая пешка · g4 чёрная пешка · d3 белый слон · e3 белый слон · h3 белая ладья · a2 белая пешка · b2 белая пешка · c2 белая пешка · e2 белый ферзь · h2 белая пешка · a1 белая ладья · g1 белый король | a8 чёрная ладья · d8 чёрный ферзь · f8 чёрная ладья · g8 чёрный король · a7 чёрная пешка · b7 чёрный слон · c7 чёрная пешка · d7 чёрный конь · e7 чёрный слон · h7 чёрная пешка · b6 чёрная пешка · g6 чёрная пешка · d5 чёрная пешка · e5 белый конь · d4 белая пешка · f4 белая пешка · g4 чёрная пешка · d3 белый слон · e3 белый слон · h3 белая ладья · a2 белая пешка · b2 белая пешка · c2 белая пешка · e2 белый ферзь · h2 белая пешка · a1 белая ладья · g1 белый король | a8 чёрная ладья · d8 чёрный ферзь · f8 чёрная ладья · g8 чёрный король · a7 чёрная пешка · b7 чёрный слон · c7 чёрная пешка · d7 чёрный конь · e7 чёрный слон · h7 чёрная пешка · b6 чёрная пешка · g6 чёрная пешка · d5 чёрная пешка · e5 белый конь · d4 белая пешка · f4 белая пешка · g4 чёрная пешка · d3 белый слон · e3 белый слон · h3 белая ладья · a2 белая пешка · b2 белая пешка · c2 белая пешка · e2 белый ферзь · h2 белая пешка · a1 белая ладья · g1 белый король | a8 чёрная ладья · d8 чёрный ферзь · f8 чёрная ладья · g8 чёрный король · a7 чёрная пешка · b7 чёрный слон · c7 чёрная пешка · d7 чёрный конь · e7 чёрный слон · h7 чёрная пешка · b6 чёрная пешка · g6 чёрная пешка · d5 чёрная пешка · e5 белый конь · d4 белая пешка · f4 белая пешка · g4 чёрная пешка · d3 белый слон · e3 белый слон · h3 белая ладья · a2 белая пешка · b2 белая пешка · c2 белая пешка · e2 белый ферзь · h2 белая пешка · a1 белая ладья · g1 белый король | 3 |
| 2 | a8 чёрная ладья · d8 чёрный ферзь · f8 чёрная ладья · g8 чёрный король · a7 чёрная пешка · b7 чёрный слон · c7 чёрная пешка · d7 чёрный конь · e7 чёрный слон · h7 чёрная пешка · b6 чёрная пешка · g6 чёрная пешка · d5 чёрная пешка · e5 белый конь · d4 белая пешка · f4 белая пешка · g4 чёрная пешка · d3 белый слон · e3 белый слон · h3 белая ладья · a2 белая пешка · b2 белая пешка · c2 белая пешка · e2 белый ферзь · h2 белая пешка · a1 белая ладья · g1 белый король | a8 чёрная ладья · d8 чёрный ферзь · f8 чёрная ладья · g8 чёрный король · a7 чёрная пешка · b7 чёрный слон · c7 чёрная пешка · d7 чёрный конь · e7 чёрный слон · h7 чёрная пешка · b6 чёрная пешка · g6 чёрная пешка · d5 чёрная пешка · e5 белый конь · d4 белая пешка · f4 белая пешка · g4 чёрная пешка · d3 белый слон · e3 белый слон · h3 белая ладья · a2 белая пешка · b2 белая пешка · c2 белая пешка · e2 белый ферзь · h2 белая пешка · a1 белая ладья · g1 белый король | a8 чёрная ладья · d8 чёрный ферзь · f8 чёрная ладья · g8 чёрный король · a7 чёрная пешка · b7 чёрный слон · c7 чёрная пешка · d7 чёрный конь · e7 чёрный слон · h7 чёрная пешка · b6 чёрная пешка · g6 чёрная пешка · d5 чёрная пешка · e5 белый конь · d4 белая пешка · f4 белая пешка · g4 чёрная пешка · d3 белый слон · e3 белый слон · h3 белая ладья · a2 белая пешка · b2 белая пешка · c2 белая пешка · e2 белый ферзь · h2 белая пешка · a1 белая ладья · g1 белый король | a8 чёрная ладья · d8 чёрный ферзь · f8 чёрная ладья · g8 чёрный король · a7 чёрная пешка · b7 чёрный слон · c7 чёрная пешка · d7 чёрный конь · e7 чёрный слон · h7 чёрная пешка · b6 чёрная пешка · g6 чёрная пешка · d5 чёрная пешка · e5 белый конь · d4 белая пешка · f4 белая пешка · g4 чёрная пешка · d3 белый слон · e3 белый слон · h3 белая ладья · a2 белая пешка · b2 белая пешка · c2 белая пешка · e2 белый ферзь · h2 белая пешка · a1 белая ладья · g1 белый король | a8 чёрная ладья · d8 чёрный ферзь · f8 чёрная ладья · g8 чёрный король · a7 чёрная пешка · b7 чёрный слон · c7 чёрная пешка · d7 чёрный конь · e7 чёрный слон · h7 чёрная пешка · b6 чёрная пешка · g6 чёрная пешка · d5 чёрная пешка · e5 белый конь · d4 белая пешка · f4 белая пешка · g4 чёрная пешка · d3 белый слон · e3 белый слон · h3 белая ладья · a2 белая пешка · b2 белая пешка · c2 белая пешка · e2 белый ферзь · h2 белая пешка · a1 белая ладья · g1 белый король | a8 чёрная ладья · d8 чёрный ферзь · f8 чёрная ладья · g8 чёрный король · a7 чёрная пешка · b7 чёрный слон · c7 чёрная пешка · d7 чёрный конь · e7 чёрный слон · h7 чёрная пешка · b6 чёрная пешка · g6 чёрная пешка · d5 чёрная пешка · e5 белый конь · d4 белая пешка · f4 белая пешка · g4 чёрная пешка · d3 белый слон · e3 белый слон · h3 белая ладья · a2 белая пешка · b2 белая пешка · c2 белая пешка · e2 белый ферзь · h2 белая пешка · a1 белая ладья · g1 белый король | a8 чёрная ладья · d8 чёрный ферзь · f8 чёрная ладья · g8 чёрный король · a7 чёрная пешка · b7 чёрный слон · c7 чёрная пешка · d7 чёрный конь · e7 чёрный слон · h7 чёрная пешка · b6 чёрная пешка · g6 чёрная пешка · d5 чёрная пешка · e5 белый конь · d4 белая пешка · f4 белая пешка · g4 чёрная пешка · d3 белый слон · e3 белый слон · h3 белая ладья · a2 белая пешка · b2 белая пешка · c2 белая пешка · e2 белый ферзь · h2 белая пешка · a1 белая ладья · g1 белый король | a8 чёрная ладья · d8 чёрный ферзь · f8 чёрная ладья · g8 чёрный король · a7 чёрная пешка · b7 чёрный слон · c7 чёрная пешка · d7 чёрный конь · e7 чёрный слон · h7 чёрная пешка · b6 чёрная пешка · g6 чёрная пешка · d5 чёрная пешка · e5 белый конь · d4 белая пешка · f4 белая пешка · g4 чёрная пешка · d3 белый слон · e3 белый слон · h3 белая ладья · a2 белая пешка · b2 белая пешка · c2 белая пешка · e2 белый ферзь · h2 белая пешка · a1 белая ладья · g1 белый король | 2 |
| 1 | a8 чёрная ладья · d8 чёрный ферзь · f8 чёрная ладья · g8 чёрный король · a7 чёрная пешка · b7 чёрный слон · c7 чёрная пешка · d7 чёрный конь · e7 чёрный слон · h7 чёрная пешка · b6 чёрная пешка · g6 чёрная пешка · d5 чёрная пешка · e5 белый конь · d4 белая пешка · f4 белая пешка · g4 чёрная пешка · d3 белый слон · e3 белый слон · h3 белая ладья · a2 белая пешка · b2 белая пешка · c2 белая пешка · e2 белый ферзь · h2 белая пешка · a1 белая ладья · g1 белый король | a8 чёрная ладья · d8 чёрный ферзь · f8 чёрная ладья · g8 чёрный король · a7 чёрная пешка · b7 чёрный слон · c7 чёрная пешка · d7 чёрный конь · e7 чёрный слон · h7 чёрная пешка · b6 чёрная пешка · g6 чёрная пешка · d5 чёрная пешка · e5 белый конь · d4 белая пешка · f4 белая пешка · g4 чёрная пешка · d3 белый слон · e3 белый слон · h3 белая ладья · a2 белая пешка · b2 белая пешка · c2 белая пешка · e2 белый ферзь · h2 белая пешка · a1 белая ладья · g1 белый король | a8 чёрная ладья · d8 чёрный ферзь · f8 чёрная ладья · g8 чёрный король · a7 чёрная пешка · b7 чёрный слон · c7 чёрная пешка · d7 чёрный конь · e7 чёрный слон · h7 чёрная пешка · b6 чёрная пешка · g6 чёрная пешка · d5 чёрная пешка · e5 белый конь · d4 белая пешка · f4 белая пешка · g4 чёрная пешка · d3 белый слон · e3 белый слон · h3 белая ладья · a2 белая пешка · b2 белая пешка · c2 белая пешка · e2 белый ферзь · h2 белая пешка · a1 белая ладья · g1 белый король | a8 чёрная ладья · d8 чёрный ферзь · f8 чёрная ладья · g8 чёрный король · a7 чёрная пешка · b7 чёрный слон · c7 чёрная пешка · d7 чёрный конь · e7 чёрный слон · h7 чёрная пешка · b6 чёрная пешка · g6 чёрная пешка · d5 чёрная пешка · e5 белый конь · d4 белая пешка · f4 белая пешка · g4 чёрная пешка · d3 белый слон · e3 белый слон · h3 белая ладья · a2 белая пешка · b2 белая пешка · c2 белая пешка · e2 белый ферзь · h2 белая пешка · a1 белая ладья · g1 белый король | a8 чёрная ладья · d8 чёрный ферзь · f8 чёрная ладья · g8 чёрный король · a7 чёрная пешка · b7 чёрный слон · c7 чёрная пешка · d7 чёрный конь · e7 чёрный слон · h7 чёрная пешка · b6 чёрная пешка · g6 чёрная пешка · d5 чёрная пешка · e5 белый конь · d4 белая пешка · f4 белая пешка · g4 чёрная пешка · d3 белый слон · e3 белый слон · h3 белая ладья · a2 белая пешка · b2 белая пешка · c2 белая пешка · e2 белый ферзь · h2 белая пешка · a1 белая ладья · g1 белый король | a8 чёрная ладья · d8 чёрный ферзь · f8 чёрная ладья · g8 чёрный король · a7 чёрная пешка · b7 чёрный слон · c7 чёрная пешка · d7 чёрный конь · e7 чёрный слон · h7 чёрная пешка · b6 чёрная пешка · g6 чёрная пешка · d5 чёрная пешка · e5 белый конь · d4 белая пешка · f4 белая пешка · g4 чёрная пешка · d3 белый слон · e3 белый слон · h3 белая ладья · a2 белая пешка · b2 белая пешка · c2 белая пешка · e2 белый ферзь · h2 белая пешка · a1 белая ладья · g1 белый король | a8 чёрная ладья · d8 чёрный ферзь · f8 чёрная ладья · g8 чёрный король · a7 чёрная пешка · b7 чёрный слон · c7 чёрная пешка · d7 чёрный конь · e7 чёрный слон · h7 чёрная пешка · b6 чёрная пешка · g6 чёрная пешка · d5 чёрная пешка · e5 белый конь · d4 белая пешка · f4 белая пешка · g4 чёрная пешка · d3 белый слон · e3 белый слон · h3 белая ладья · a2 белая пешка · b2 белая пешка · c2 белая пешка · e2 белый ферзь · h2 белая пешка · a1 белая ладья · g1 белый король | a8 чёрная ладья · d8 чёрный ферзь · f8 чёрная ладья · g8 чёрный король · a7 чёрная пешка · b7 чёрный слон · c7 чёрная пешка · d7 чёрный конь · e7 чёрный слон · h7 чёрная пешка · b6 чёрная пешка · g6 чёрная пешка · d5 чёрная пешка · e5 белый конь · d4 белая пешка · f4 белая пешка · g4 чёрная пешка · d3 белый слон · e3 белый слон · h3 белая ладья · a2 белая пешка · b2 белая пешка · c2 белая пешка · e2 белый ферзь · h2 белая пешка · a1 белая ладья · g1 белый король | 1 |
|   | a | b | c | d | e | f | g | h |   |

Стейниц проводит матовую атаку, разрушая защиту чёрного короля: 16.Л:h7! К:e5 17.fe Кр:h7 18.Ф:g4 Лg8 19.Фh5+ Крg7 20.Фh6+ Крf7 21.Фh7+ Крe6 22.Фh3+ Крf7 23.Лf1+ Крe8 24.Фe6 Лg7 25.Сg5 Фd7 26.С:g6+ Л:g6 27.Ф:g6+ с матом в два хода.
После турнира Стейниц провёл матч с пятым призёром Серафино Дюбуа и победил со счётом +5 −3 =1. Стейниц решил обосноваться в Лондоне, где сложилась шахматная инфраструктура, были открыты несколько популярных шахматных клубов и выходили газеты. Первое время он зарабатывал себе на жизнь игрой на ставку со случайными партнёрами в ресторане Simpson's Divan и шахматных клубах. В январе 1863 года Стейниц одержал уверенную победу (+7 −1 =2) в матче с Джозефом Генри Блэкберном. Другие матчи с местными мастерами (Монгредиеном, Ф. Диконом, В. Грином и другими) тоже оканчивались победой Стейница, так что часто он давал своим соперникам фору.
В 1866 году в Лондоне был организован матч до восьми побед между Стейницем и немцем Адольфом Андерсеном, который считался сильнейшим действующим шахматистом мира: он победил в лондонских турнирах 1851 и 1862 годов, а американец Пол Морфи, выигравший матч у Андерсена, прекратил выступления. Андерсен выиграл первую партию. Стейниц одержал четыре победы подряд, но Андерсен смог ответить такой же серией. Тем не менее Стейниц выиграл четыре из пяти следующих партий, что принесло ему победу в матче со счётом 8:6. Матч был примечателен, во-первых, тем, что ни одна из партий не закончилась вничью, и, во-вторых, дебютным противостоянием. Шесть из семи партий, в которых Андерсен играл белыми, проходили в гамбите Эванса (соперники выиграли по три), а когда белый цвет был у Стейница, то пять раз встречался королевский гамбит и дважды сицилианская защита. При этом, применяя чёрными сицилианскую защиту и избегая острых дебютных вариантов, Андерсен выиграл обе партии, но дух времени требовал принимать вызов (то есть гамбитный вариант) соперника, и Андерсен чаще соглашался на королевский гамбит, в котором Стейниц в итоге одержал четыре победы. Как сам Стейниц, так и современная пресса впоследствии часто датировали завоевание австрийским шахматистом титула чемпиона мира 1866 годом, а не 1886 годом, когда Стейниц победил Цукерторта. Эту же дату за точку отсчёта берут и некоторые позднейшие авторы.
В конце 1866 года Стейниц победил в матче английского шахматиста Генри Бёрда. Матч закончился только с небольшим преимуществом австрийского шахматиста: +7 −5 =5. Ход трудно складывавшегося поединка и едкое замечание Бёрда, который заметил, что Морфи мог бы давать Стейницу вперёд пешку и ход, заставили последнего переосмыслить свой подход к шахматам, но и стали причиной его неприязненного отношения к Бёрду. В следующем году Стейниц совершил гастрольную поездку в Шотландию, где занял второе место в турнире в Данди позади Г. Неймана. В международном турнире в Париже Стейниц, в отсутствие Андерсена считавшийся фаворитом, получил третий приз. Первые два места заняли Игнац Колиш и Шимон Винавер. Им, а также четвёртому призёру Нейману Стейниц в двухкруговом соревновании проиграл по одной партии.
В международном турнире, который в 1870 году состоялся в Баден-Бадене, Стейниц снова не сумел одержать победу. Он на пол-очка отстал от Андерсена, которому проиграл обе личных встречи. В то же время Стейниц выиграл обе партии у разделившего 3-4 места Неймана и у пятого призёра Луи Паульсена. Партии с Паульсеном Я. Нейштадт отмечает особо: если первую из них Стейниц провёл в романтическом гамбитном стиле, то во второй он играл строго позиционно, опережая своё время. Позднее Стейниц писал, что в этот период совершил переоценку своего подхода к шахматам, поставив во главу угла позиционную игру: «На турнирах в Париже (1867) и Баден-Бадене (1870) я рассчитывал взять 1-й приз, — вспоминал потом первый чемпион мира. — Не получив его, я вынужден был призадуматься и пришел к выводу, что комбинационная игра, хотя и даёт иногда красивые результаты, не в состоянии обеспечить прочного успеха. При тщательном изучении такого рода партий я обнаружил в них ряд дефектов. Многие соблазнительные и удавшиеся жертвы оказались неправильными. Я пришёл к убеждению, что надёжная защита требует гораздо меньшей затраты сил, чем атака. Вообще атака имеет шансы на успех только тогда, когда позиция противника уже ослаблена. С тех пор мысль моя была направлена на то, чтобы найти простой и верный способ ослабления неприятельской позиции».
В лондонском гандикап-турнире 1871 года Стейниц выиграл все 12 партий, а в международном турнире в следующем году — семь из семи (в соответствии с правилами турнира закончившаяся вничью партия между Стейницем и Цукертортом была переиграна). В августе — сентябре 1872 года Стейниц с Цукертортом, который до того не был известен за пределами Германии, сыграли в Лондоне матч, и он закончился убедительной победой Стейница: +7 −1 =4. В 1873 году к очередной всемирной выставке был приурочен крупный шахматный турнир в Вене. Он проходил по необычной схеме: двенадцать участников играли микроматчи на большинство из трёх партий, получая по очку за победу в микроматче и пол-очка за ничью. Стейниц выиграл десять из одиннадцати микроматчей и проиграл только Блэкберну, с которым разделил первое место. В дополнительном микроматче он выиграл у Блэкберна 2:0 и получил большой по тем временам первый приз в 2000 гульденов. Кроме того, Стейниц впервые занял в турнире место выше Андерсена. Именно в Вене австрийский шахматист начал строить партию в соответствии с разработанными им принципами позиционной игры. Однако неброская игра Стейница была непонятна публике и не принята ей.
В январе 1873 года Стейниц получил предложение стать редактором шахматного отдела в английском спортивном журнале «Филд» (The Field). На следующие девять лет работа в журнале стала основным занятием Стейница и источником постоянного дохода. Он прекратил участие в серьёзных соревнованиях, ограничившись только лёгкими партиями, сеансами одновременной игры, в том числе вслепую — в таких выступлениях Стейниц был исключительно успешен, — и матчем против Блэкберна в 1876 году, в котором Стейниц разгромил своего соперника, не сумевшего в семи партиях сделать хотя бы одну ничью. Несколько раз Стейниц посещал крупные шахматные соревнования в качестве корреспондента: турнир в Париже в 1878 году, турнир в Висбадене в 1880-м и шахматный конгресс Немецкого шахматного союза в Берлине в 1881 году. В «Филд» Стейниц не только анализировал шахматные партии, кроме конкретных вариантов отмечая и общее течение игры и переломные моменты, что было в новинку для того времени, но и публиковал теоретические статьи. Как в статьях, так и в комментариях к партиям он постоянно подчёркивал необходимость следования своим принципам ведения позиционной игры и критиковал коллег, уделявших основное внимание комбинационной игре и не придававших значение новациям Стейница. В 1881 году Стейниц в печати критически отозвался об аннотации партий Цукерторта с берлинского турнира в журнале «Chess Monthly», который редактировали журналист Леопольд Гоффер и сам Цукерторт. Между двумя журналами развернулась ожесточённая полемика с язвительными личными выпадами с обеих сторон. Стейниц в частности предлагал разрешить спор в шахматном матче, в котором одна из сторон даёт другой фору, но такого матча не состоялось. Это противостояние, получившее название «чернильной войны» (англ. Ink war), закончилось отстранением Стейница от работы в шахматном отделе «Филд» в конце 1882 года.
В 1882 году в Вене прошёл международный турнир в честь 25-летия Венского шахматного общества, в котором участвовали 18 мастеров, в том числе Стейниц, Цукерторт, Блэкберн и Винавер. Стейниц потерпел несколько поражений на старте турнира, в том числе в принципиальной встрече с Цукертортом, но сильно провёл второй круг и завершил соревнование с 24 очками из 34. Столько же набрал Винавер, третий призёр Мэзон — на очко меньше.
В конце 1882 года Стейниц прибыл с турне в США. Он посетил Филадельфию, Нью-Йорк, Балтимор и Новый Орлеан и выступал с сеансами одновременной игры и показательными партиями против местных мастеров. После США Стейниц посетил Гавану, с разгромным счётом выиграв матч у кубинского чемпиона Селсо Гольмайо Зупиде. Весной 1883 года он вернулся в Лондон. Там в апреле начался очередной международный турнир, где кроме Стейница и его соперника Цукерторта участвовало большинство сильнейших шахматистов того времени. Этот турнир окончился триумфом Цукерторта, набравшего 22 очка из 26 (при семи переигранных ничьих) и опередившего Стейница на три очка. Австрийский шахматист проиграл по две партии Чигорину и Розенталю — видным представителям «романтической школы». Так как результат турнира ставил под сомнение безоговорочные притязания Стейница на мировое лидерство, он вызвал на матч Цукерторта, но матч не состоялся: Цукерторт желал играть в Лондоне, с чем не был согласен Стейниц.

### США. Чемпион мира
В сентябре 1883 года Стейниц отправился в США и поселился в Нью-Йорке. В 1888 году он получил американское гражданство. В октябре 1884 года он объявил о начале подписки на новый шахматный журнал «Интернешнл Чесс Мэгэзин» (International Chess Magazine). Его первый номер вышел в январе следующего года. Как раньше «Филд», новый журнал стал рупором Стейница-теоретика.
В течение 1884 и 1885 года шли переговоры о матче между Стейницем и Цукертортом. Соглашение об условиях матча было подписано в конце 1885 года. В нём отдельно оговаривалось, что матч играется за звание чемпиона мира. По условиям матча, победителем объявлялся тот, кто первым выиграет десять партий. Игры проходили в трёх американских городах: Нью-Йорке, Сент-Луисе и Новом Орлеане. Первую партию 11 января 1886 года выиграл Стейниц. Однако во второй партии Цукерторт сравнял счёт, в третьей Стейниц достиг значительного позиционного преимущества, но допустил тактический удар и потерпел поражение, а затем проиграл и две следующие партии. После пяти партий Цукерторт повёл со счётом 4:1. Однако уже в девятой партии Стейниц догнал своего соперника, а затем матч уже полностью проходил под диктовку Стейница. Десятую победу он добыл в двадцатой партии матча, который закончился со счётом +10 −5 =5. Второй чемпион мира Эмануил Ласкер впоследствии подвёл следующий итог матчу, в котором более искусный в позиционной игре Стейниц переиграл превосходившего его в комбинационном даровании противника: «Цукерторт верил в комбинацию, был одарён творческой изобретательностью в этой области. Однако в большей части партий матча он не мог использовать свою силу, так как Стейниц, казалось, обладал даром предвидеть комбинацию задолго до её появления и при желании — препятствовать её осуществлению».
Вскоре после победы Стейниц начал получать вызовы на матч от претендентов на звание чемпиона мира. Он отклонил предложение Бёрда, который не побеждал в международных турнирах, а матч против Паульсена не состоялся из-за финансовых трудностей. Когда в 1888 году Стейниц снова посетил Гавану, он получил предложение от местных меценатов провести матч на Кубе, выбрав достойного претендента по своему усмотрению. Стейниц назвал русского мастера Михаила Чигорина, своего идеологического противника, имевшего против Стейница положительный счёт в турнирных встречах. Матч из 20 партий состоялся зимой следующего года. Стейниц одержал победу со счётом 11½:6½. Также в 1888 году Стейниц принял участие в выработке условий Шестого Американского шахматного конгресса — турнира, который должен был, по замыслу организаторов, упорядочить определение нового соперника чемпиона мира и стать чем-то вроде современных претендентских турниров. Также Стейниц стал автором турнирного сборника. В турнире, который состоялся в Нью-Йорке в 1889 году, первое и второе место разделили Чигорин и Макс Вейс, но оба они отказались от матча со Стейницем. Вызов чемпиону мира направил третий призёр Исидор Гунсберг. После того как в начале 1890 года Гунсберг свёл вничью матч с Чигориным (11½:11½), Стейниц согласился играть против Гунсберга. Этот матч, сыгранный зимой 1890/1891 годов, закончился победой чемпиона 10½:8½, однако эта победа была гораздо менее уверенной, чем ждали от Стейница. Его соперник сам был силён в вязкой позиционной игре и наказывал Стейница за рискованные эксперименты в первых партиях.
После того как Стейниц проиграл Чигорину две партии, сыгранные по телеграфу в продолжение теоретической дискуссии о гамбите Эванса, петербургский и гаванский шахматный клубы выдвинули предложение о новом матче между чемпионом мира и русским шахматистом. Стейниц согласился снова провести матч в Гаване. На этот раз он игрался до десяти побед; при счёте 9:9 должны были играться дополнительные партии до трёх побед одного из соперников. Матч проходил ровно, соперники обменивались победами, и после 22 партий Стейниц вёл со счётом +9 −8. В 23-й партии Чигорин добился решающего перевеса, Стейниц в поисках контригры отдал фигуру, и здесь Чигорин допустил грубый просмотр, зевнув мат в два хода. Стейниц одержал десятую победу, закончив матч в свою пользу.
Выиграв второй матч у Чигорина, Стейниц неоднократно говорил, что не планирует больше играть матчи. Однако когда гаванский клуб предложил организовать матч с молодой — к началу матча ему было 26 лет против 58 лет чемпиона — восходящей звездой Эмануилом Ласкером, Стейниц ответил согласием. Первая партия матча, игравшегося до десяти побед, прошла в Нью-Йорке 15 марта 1894 года, и в ней выиграл Ласкер. После нью-йоркской части Ласкер лидировал 4:2 по результативным партиям. В Филадельфии соперники должны были играть до третьей победы одного из них, и для этого Ласкеру понадобилось всего три партии. После переезда в Монреаль Стейниц одержал две победы, но в дальнейшем Ласкер продолжил наращивать преимущество; последней партией матча стала девятнадцатая.

### Последние годы
Потеряв высшее звание, Стейниц начал часто выступать в соревнованиях. Он выиграл турнир в Нью-Йорке (1894), опередив А. Альбина и ряд американских мастеров. В 1895 году на сильнейшем по составу международном турнире в Гастингсе Стейниц стал только пятым (13 очков из 20) — позади Чигорина, Ласкера, Тарраша и сенсационного победителя Гарри Пильсбери, который годом ранее в том же нью-йоркском турнире набрал только 5 очков в десяти партиях. В Гастингсе Стейниц провёл партию против немецкого шахматиста К. Барделебена, которая считается его высшим творческим достижением и одной из глубочайших шахматных комбинаций в истории.
| Вильгельм Стейниц — Курт фон Барделебен, Гастингс, 1895 \| \| a \| b \| c \| d \| e \| f \| g \| h \| \| \| - \| ----------------------------------------------------------------------------------------------------------------------------------------------------------------------------------------------------------------------------------------------------------------------------------------------------------------------------------------------------------------------------- \| ----------------------------------------------------------------------------------------------------------------------------------------------------------------------------------------------------------------------------------------------------------------------------------------------------------------------------------------------------------------------------- \| ----------------------------------------------------------------------------------------------------------------------------------------------------------------------------------------------------------------------------------------------------------------------------------------------------------------------------------------------------------------------------- \| ----------------------------------------------------------------------------------------------------------------------------------------------------------------------------------------------------------------------------------------------------------------------------------------------------------------------------------------------------------------------------- \| ----------------------------------------------------------------------------------------------------------------------------------------------------------------------------------------------------------------------------------------------------------------------------------------------------------------------------------------------------------------------------- \| ----------------------------------------------------------------------------------------------------------------------------------------------------------------------------------------------------------------------------------------------------------------------------------------------------------------------------------------------------------------------------- \| ----------------------------------------------------------------------------------------------------------------------------------------------------------------------------------------------------------------------------------------------------------------------------------------------------------------------------------------------------------------------------- \| ----------------------------------------------------------------------------------------------------------------------------------------------------------------------------------------------------------------------------------------------------------------------------------------------------------------------------------------------------------------------------- \| - \| \| 8 \| a8 чёрная ладья · c8 чёрная ладья · e8 чёрный король · a7 чёрная пешка · b7 чёрная пешка · d7 чёрный ферзь · e7 чёрный конь · h7 чёрная пешка · f6 чёрная пешка · g6 чёрная пешка · d5 чёрная пешка · g5 белый конь · g4 белый ферзь · a2 белая пешка · b2 белая пешка · f2 белая пешка · g2 белая пешка · h2 белая пешка · c1 белая ладья · e1 белая ладья · g1 белый король \| a8 чёрная ладья · c8 чёрная ладья · e8 чёрный король · a7 чёрная пешка · b7 чёрная пешка · d7 чёрный ферзь · e7 чёрный конь · h7 чёрная пешка · f6 чёрная пешка · g6 чёрная пешка · d5 чёрная пешка · g5 белый конь · g4 белый ферзь · a2 белая пешка · b2 белая пешка · f2 белая пешка · g2 белая пешка · h2 белая пешка · c1 белая ладья · e1 белая ладья · g1 белый король \| a8 чёрная ладья · c8 чёрная ладья · e8 чёрный король · a7 чёрная пешка · b7 чёрная пешка · d7 чёрный ферзь · e7 чёрный конь · h7 чёрная пешка · f6 чёрная пешка · g6 чёрная пешка · d5 чёрная пешка · g5 белый конь · g4 белый ферзь · a2 белая пешка · b2 белая пешка · f2 белая пешка · g2 белая пешка · h2 белая пешка · c1 белая ладья · e1 белая ладья · g1 белый король \| a8 чёрная ладья · c8 чёрная ладья · e8 чёрный король · a7 чёрная пешка · b7 чёрная пешка · d7 чёрный ферзь · e7 чёрный конь · h7 чёрная пешка · f6 чёрная пешка · g6 чёрная пешка · d5 чёрная пешка · g5 белый конь · g4 белый ферзь · a2 белая пешка · b2 белая пешка · f2 белая пешка · g2 белая пешка · h2 белая пешка · c1 белая ладья · e1 белая ладья · g1 белый король \| a8 чёрная ладья · c8 чёрная ладья · e8 чёрный король · a7 чёрная пешка · b7 чёрная пешка · d7 чёрный ферзь · e7 чёрный конь · h7 чёрная пешка · f6 чёрная пешка · g6 чёрная пешка · d5 чёрная пешка · g5 белый конь · g4 белый ферзь · a2 белая пешка · b2 белая пешка · f2 белая пешка · g2 белая пешка · h2 белая пешка · c1 белая ладья · e1 белая ладья · g1 белый король \| a8 чёрная ладья · c8 чёрная ладья · e8 чёрный король · a7 чёрная пешка · b7 чёрная пешка · d7 чёрный ферзь · e7 чёрный конь · h7 чёрная пешка · f6 чёрная пешка · g6 чёрная пешка · d5 чёрная пешка · g5 белый конь · g4 белый ферзь · a2 белая пешка · b2 белая пешка · f2 белая пешка · g2 белая пешка · h2 белая пешка · c1 белая ладья · e1 белая ладья · g1 белый король \| a8 чёрная ладья · c8 чёрная ладья · e8 чёрный король · a7 чёрная пешка · b7 чёрная пешка · d7 чёрный ферзь · e7 чёрный конь · h7 чёрная пешка · f6 чёрная пешка · g6 чёрная пешка · d5 чёрная пешка · g5 белый конь · g4 белый ферзь · a2 белая пешка · b2 белая пешка · f2 белая пешка · g2 белая пешка · h2 белая пешка · c1 белая ладья · e1 белая ладья · g1 белый король \| a8 чёрная ладья · c8 чёрная ладья · e8 чёрный король · a7 чёрная пешка · b7 чёрная пешка · d7 чёрный ферзь · e7 чёрный конь · h7 чёрная пешка · f6 чёрная пешка · g6 чёрная пешка · d5 чёрная пешка · g5 белый конь · g4 белый ферзь · a2 белая пешка · b2 белая пешка · f2 белая пешка · g2 белая пешка · h2 белая пешка · c1 белая ладья · e1 белая ладья · g1 белый король \| 8 \| \| 7 \| a8 чёрная ладья · c8 чёрная ладья · e8 чёрный король · a7 чёрная пешка · b7 чёрная пешка · d7 чёрный ферзь · e7 чёрный конь · h7 чёрная пешка · f6 чёрная пешка · g6 чёрная пешка · d5 чёрная пешка · g5 белый конь · g4 белый ферзь · a2 белая пешка · b2 белая пешка · f2 белая пешка · g2 белая пешка · h2 белая пешка · c1 белая ладья · e1 белая ладья · g1 белый король \| a8 чёрная ладья · c8 чёрная ладья · e8 чёрный король · a7 чёрная пешка · b7 чёрная пешка · d7 чёрный ферзь · e7 чёрный конь · h7 чёрная пешка · f6 чёрная пешка · g6 чёрная пешка · d5 чёрная пешка · g5 белый конь · g4 белый ферзь · a2 белая пешка · b2 белая пешка · f2 белая пешка · g2 белая пешка · h2 белая пешка · c1 белая ладья · e1 белая ладья · g1 белый король \| a8 чёрная ладья · c8 чёрная ладья · e8 чёрный король · a7 чёрная пешка · b7 чёрная пешка · d7 чёрный ферзь · e7 чёрный конь · h7 чёрная пешка · f6 чёрная пешка · g6 чёрная пешка · d5 чёрная пешка · g5 белый конь · g4 белый ферзь · a2 белая пешка · b2 белая пешка · f2 белая пешка · g2 белая пешка · h2 белая пешка · c1 белая ладья · e1 белая ладья · g1 белый король \| a8 чёрная ладья · c8 чёрная ладья · e8 чёрный король · a7 чёрная пешка · b7 чёрная пешка · d7 чёрный ферзь · e7 чёрный конь · h7 чёрная пешка · f6 чёрная пешка · g6 чёрная пешка · d5 чёрная пешка · g5 белый конь · g4 белый ферзь · a2 белая пешка · b2 белая пешка · f2 белая пешка · g2 белая пешка · h2 белая пешка · c1 белая ладья · e1 белая ладья · g1 белый король \| a8 чёрная ладья · c8 чёрная ладья · e8 чёрный король · a7 чёрная пешка · b7 чёрная пешка · d7 чёрный ферзь · e7 чёрный конь · h7 чёрная пешка · f6 чёрная пешка · g6 чёрная пешка · d5 чёрная пешка · g5 белый конь · g4 белый ферзь · a2 белая пешка · b2 белая пешка · f2 белая пешка · g2 белая пешка · h2 белая пешка · c1 белая ладья · e1 белая ладья · g1 белый король \| a8 чёрная ладья · c8 чёрная ладья · e8 чёрный король · a7 чёрная пешка · b7 чёрная пешка · d7 чёрный ферзь · e7 чёрный конь · h7 чёрная пешка · f6 чёрная пешка · g6 чёрная пешка · d5 чёрная пешка · g5 белый конь · g4 белый ферзь · a2 белая пешка · b2 белая пешка · f2 белая пешка · g2 белая пешка · h2 белая пешка · c1 белая ладья · e1 белая ладья · g1 белый король \| a8 чёрная ладья · c8 чёрная ладья · e8 чёрный король · a7 чёрная пешка · b7 чёрная пешка · d7 чёрный ферзь · e7 чёрный конь · h7 чёрная пешка · f6 чёрная пешка · g6 чёрная пешка · d5 чёрная пешка · g5 белый конь · g4 белый ферзь · a2 белая пешка · b2 белая пешка · f2 белая пешка · g2 белая пешка · h2 белая пешка · c1 белая ладья · e1 белая ладья · g1 белый король \| a8 чёрная ладья · c8 чёрная ладья · e8 чёрный король · a7 чёрная пешка · b7 чёрная пешка · d7 чёрный ферзь · e7 чёрный конь · h7 чёрная пешка · f6 чёрная пешка · g6 чёрная пешка · d5 чёрная пешка · g5 белый конь · g4 белый ферзь · a2 белая пешка · b2 белая пешка · f2 белая пешка · g2 белая пешка · h2 белая пешка · c1 белая ладья · e1 белая ладья · g1 белый король \| 7 \| \| 6 \| a8 чёрная ладья · c8 чёрная ладья · e8 чёрный король · a7 чёрная пешка · b7 чёрная пешка · d7 чёрный ферзь · e7 чёрный конь · h7 чёрная пешка · f6 чёрная пешка · g6 чёрная пешка · d5 чёрная пешка · g5 белый конь · g4 белый ферзь · a2 белая пешка · b2 белая пешка · f2 белая пешка · g2 белая пешка · h2 белая пешка · c1 белая ладья · e1 белая ладья · g1 белый король \| a8 чёрная ладья · c8 чёрная ладья · e8 чёрный король · a7 чёрная пешка · b7 чёрная пешка · d7 чёрный ферзь · e7 чёрный конь · h7 чёрная пешка · f6 чёрная пешка · g6 чёрная пешка · d5 чёрная пешка · g5 белый конь · g4 белый ферзь · a2 белая пешка · b2 белая пешка · f2 белая пешка · g2 белая пешка · h2 белая пешка · c1 белая ладья · e1 белая ладья · g1 белый король \| a8 чёрная ладья · c8 чёрная ладья · e8 чёрный король · a7 чёрная пешка · b7 чёрная пешка · d7 чёрный ферзь · e7 чёрный конь · h7 чёрная пешка · f6 чёрная пешка · g6 чёрная пешка · d5 чёрная пешка · g5 белый конь · g4 белый ферзь · a2 белая пешка · b2 белая пешка · f2 белая пешка · g2 белая пешка · h2 белая пешка · c1 белая ладья · e1 белая ладья · g1 белый король \| a8 чёрная ладья · c8 чёрная ладья · e8 чёрный король · a7 чёрная пешка · b7 чёрная пешка · d7 чёрный ферзь · e7 чёрный конь · h7 чёрная пешка · f6 чёрная пешка · g6 чёрная пешка · d5 чёрная пешка · g5 белый конь · g4 белый ферзь · a2 белая пешка · b2 белая пешка · f2 белая пешка · g2 белая пешка · h2 белая пешка · c1 белая ладья · e1 белая ладья · g1 белый король \| a8 чёрная ладья · c8 чёрная ладья · e8 чёрный король · a7 чёрная пешка · b7 чёрная пешка · d7 чёрный ферзь · e7 чёрный конь · h7 чёрная пешка · f6 чёрная пешка · g6 чёрная пешка · d5 чёрная пешка · g5 белый конь · g4 белый ферзь · a2 белая пешка · b2 белая пешка · f2 белая пешка · g2 белая пешка · h2 белая пешка · c1 белая ладья · e1 белая ладья · g1 белый король \| a8 чёрная ладья · c8 чёрная ладья · e8 чёрный король · a7 чёрная пешка · b7 чёрная пешка · d7 чёрный ферзь · e7 чёрный конь · h7 чёрная пешка · f6 чёрная пешка · g6 чёрная пешка · d5 чёрная пешка · g5 белый конь · g4 белый ферзь · a2 белая пешка · b2 белая пешка · f2 белая пешка · g2 белая пешка · h2 белая пешка · c1 белая ладья · e1 белая ладья · g1 белый король \| a8 чёрная ладья · c8 чёрная ладья · e8 чёрный король · a7 чёрная пешка · b7 чёрная пешка · d7 чёрный ферзь · e7 чёрный конь · h7 чёрная пешка · f6 чёрная пешка · g6 чёрная пешка · d5 чёрная пешка · g5 белый конь · g4 белый ферзь · a2 белая пешка · b2 белая пешка · f2 белая пешка · g2 белая пешка · h2 белая пешка · c1 белая ладья · e1 белая ладья · g1 белый король \| a8 чёрная ладья · c8 чёрная ладья · e8 чёрный король · a7 чёрная пешка · b7 чёрная пешка · d7 чёрный ферзь · e7 чёрный конь · h7 чёрная пешка · f6 чёрная пешка · g6 чёрная пешка · d5 чёрная пешка · g5 белый конь · g4 белый ферзь · a2 белая пешка · b2 белая пешка · f2 белая пешка · g2 белая пешка · h2 белая пешка · c1 белая ладья · e1 белая ладья · g1 белый король \| 6 \| \| 5 \| a8 чёрная ладья · c8 чёрная ладья · e8 чёрный король · a7 чёрная пешка · b7 чёрная пешка · d7 чёрный ферзь · e7 чёрный конь · h7 чёрная пешка · f6 чёрная пешка · g6 чёрная пешка · d5 чёрная пешка · g5 белый конь · g4 белый ферзь · a2 белая пешка · b2 белая пешка · f2 белая пешка · g2 белая пешка · h2 белая пешка · c1 белая ладья · e1 белая ладья · g1 белый король \| a8 чёрная ладья · c8 чёрная ладья · e8 чёрный король · a7 чёрная пешка · b7 чёрная пешка · d7 чёрный ферзь · e7 чёрный конь · h7 чёрная пешка · f6 чёрная пешка · g6 чёрная пешка · d5 чёрная пешка · g5 белый конь · g4 белый ферзь · a2 белая пешка · b2 белая пешка · f2 белая пешка · g2 белая пешка · h2 белая пешка · c1 белая ладья · e1 белая ладья · g1 белый король \| a8 чёрная ладья · c8 чёрная ладья · e8 чёрный король · a7 чёрная пешка · b7 чёрная пешка · d7 чёрный ферзь · e7 чёрный конь · h7 чёрная пешка · f6 чёрная пешка · g6 чёрная пешка · d5 чёрная пешка · g5 белый конь · g4 белый ферзь · a2 белая пешка · b2 белая пешка · f2 белая пешка · g2 белая пешка · h2 белая пешка · c1 белая ладья · e1 белая ладья · g1 белый король \| a8 чёрная ладья · c8 чёрная ладья · e8 чёрный король · a7 чёрная пешка · b7 чёрная пешка · d7 чёрный ферзь · e7 чёрный конь · h7 чёрная пешка · f6 чёрная пешка · g6 чёрная пешка · d5 чёрная пешка · g5 белый конь · g4 белый ферзь · a2 белая пешка · b2 белая пешка · f2 белая пешка · g2 белая пешка · h2 белая пешка · c1 белая ладья · e1 белая ладья · g1 белый король \| a8 чёрная ладья · c8 чёрная ладья · e8 чёрный король · a7 чёрная пешка · b7 чёрная пешка · d7 чёрный ферзь · e7 чёрный конь · h7 чёрная пешка · f6 чёрная пешка · g6 чёрная пешка · d5 чёрная пешка · g5 белый конь · g4 белый ферзь · a2 белая пешка · b2 белая пешка · f2 белая пешка · g2 белая пешка · h2 белая пешка · c1 белая ладья · e1 белая ладья · g1 белый король \| a8 чёрная ладья · c8 чёрная ладья · e8 чёрный король · a7 чёрная пешка · b7 чёрная пешка · d7 чёрный ферзь · e7 чёрный конь · h7 чёрная пешка · f6 чёрная пешка · g6 чёрная пешка · d5 чёрная пешка · g5 белый конь · g4 белый ферзь · a2 белая пешка · b2 белая пешка · f2 белая пешка · g2 белая пешка · h2 белая пешка · c1 белая ладья · e1 белая ладья · g1 белый король \| a8 чёрная ладья · c8 чёрная ладья · e8 чёрный король · a7 чёрная пешка · b7 чёрная пешка · d7 чёрный ферзь · e7 чёрный конь · h7 чёрная пешка · f6 чёрная пешка · g6 чёрная пешка · d5 чёрная пешка · g5 белый конь · g4 белый ферзь · a2 белая пешка · b2 белая пешка · f2 белая пешка · g2 белая пешка · h2 белая пешка · c1 белая ладья · e1 белая ладья · g1 белый король \| a8 чёрная ладья · c8 чёрная ладья · e8 чёрный король · a7 чёрная пешка · b7 чёрная пешка · d7 чёрный ферзь · e7 чёрный конь · h7 чёрная пешка · f6 чёрная пешка · g6 чёрная пешка · d5 чёрная пешка · g5 белый конь · g4 белый ферзь · a2 белая пешка · b2 белая пешка · f2 белая пешка · g2 белая пешка · h2 белая пешка · c1 белая ладья · e1 белая ладья · g1 белый король \| 5 \| \| 4 \| a8 чёрная ладья · c8 чёрная ладья · e8 чёрный король · a7 чёрная пешка · b7 чёрная пешка · d7 чёрный ферзь · e7 чёрный конь · h7 чёрная пешка · f6 чёрная пешка · g6 чёрная пешка · d5 чёрная пешка · g5 белый конь · g4 белый ферзь · a2 белая пешка · b2 белая пешка · f2 белая пешка · g2 белая пешка · h2 белая пешка · c1 белая ладья · e1 белая ладья · g1 белый король \| a8 чёрная ладья · c8 чёрная ладья · e8 чёрный король · a7 чёрная пешка · b7 чёрная пешка · d7 чёрный ферзь · e7 чёрный конь · h7 чёрная пешка · f6 чёрная пешка · g6 чёрная пешка · d5 чёрная пешка · g5 белый конь · g4 белый ферзь · a2 белая пешка · b2 белая пешка · f2 белая пешка · g2 белая пешка · h2 белая пешка · c1 белая ладья · e1 белая ладья · g1 белый король \| a8 чёрная ладья · c8 чёрная ладья · e8 чёрный король · a7 чёрная пешка · b7 чёрная пешка · d7 чёрный ферзь · e7 чёрный конь · h7 чёрная пешка · f6 чёрная пешка · g6 чёрная пешка · d5 чёрная пешка · g5 белый конь · g4 белый ферзь · a2 белая пешка · b2 белая пешка · f2 белая пешка · g2 белая пешка · h2 белая пешка · c1 белая ладья · e1 белая ладья · g1 белый король \| a8 чёрная ладья · c8 чёрная ладья · e8 чёрный король · a7 чёрная пешка · b7 чёрная пешка · d7 чёрный ферзь · e7 чёрный конь · h7 чёрная пешка · f6 чёрная пешка · g6 чёрная пешка · d5 чёрная пешка · g5 белый конь · g4 белый ферзь · a2 белая пешка · b2 белая пешка · f2 белая пешка · g2 белая пешка · h2 белая пешка · c1 белая ладья · e1 белая ладья · g1 белый король \| a8 чёрная ладья · c8 чёрная ладья · e8 чёрный король · a7 чёрная пешка · b7 чёрная пешка · d7 чёрный ферзь · e7 чёрный конь · h7 чёрная пешка · f6 чёрная пешка · g6 чёрная пешка · d5 чёрная пешка · g5 белый конь · g4 белый ферзь · a2 белая пешка · b2 белая пешка · f2 белая пешка · g2 белая пешка · h2 белая пешка · c1 белая ладья · e1 белая ладья · g1 белый король \| a8 чёрная ладья · c8 чёрная ладья · e8 чёрный король · a7 чёрная пешка · b7 чёрная пешка · d7 чёрный ферзь · e7 чёрный конь · h7 чёрная пешка · f6 чёрная пешка · g6 чёрная пешка · d5 чёрная пешка · g5 белый конь · g4 белый ферзь · a2 белая пешка · b2 белая пешка · f2 белая пешка · g2 белая пешка · h2 белая пешка · c1 белая ладья · e1 белая ладья · g1 белый король \| a8 чёрная ладья · c8 чёрная ладья · e8 чёрный король · a7 чёрная пешка · b7 чёрная пешка · d7 чёрный ферзь · e7 чёрный конь · h7 чёрная пешка · f6 чёрная пешка · g6 чёрная пешка · d5 чёрная пешка · g5 белый конь · g4 белый ферзь · a2 белая пешка · b2 белая пешка · f2 белая пешка · g2 белая пешка · h2 белая пешка · c1 белая ладья · e1 белая ладья · g1 белый король \| a8 чёрная ладья · c8 чёрная ладья · e8 чёрный король · a7 чёрная пешка · b7 чёрная пешка · d7 чёрный ферзь · e7 чёрный конь · h7 чёрная пешка · f6 чёрная пешка · g6 чёрная пешка · d5 чёрная пешка · g5 белый конь · g4 белый ферзь · a2 белая пешка · b2 белая пешка · f2 белая пешка · g2 белая пешка · h2 белая пешка · c1 белая ладья · e1 белая ладья · g1 белый король \| 4 \| \| 3 \| a8 чёрная ладья · c8 чёрная ладья · e8 чёрный король · a7 чёрная пешка · b7 чёрная пешка · d7 чёрный ферзь · e7 чёрный конь · h7 чёрная пешка · f6 чёрная пешка · g6 чёрная пешка · d5 чёрная пешка · g5 белый конь · g4 белый ферзь · a2 белая пешка · b2 белая пешка · f2 белая пешка · g2 белая пешка · h2 белая пешка · c1 белая ладья · e1 белая ладья · g1 белый король \| a8 чёрная ладья · c8 чёрная ладья · e8 чёрный король · a7 чёрная пешка · b7 чёрная пешка · d7 чёрный ферзь · e7 чёрный конь · h7 чёрная пешка · f6 чёрная пешка · g6 чёрная пешка · d5 чёрная пешка · g5 белый конь · g4 белый ферзь · a2 белая пешка · b2 белая пешка · f2 белая пешка · g2 белая пешка · h2 белая пешка · c1 белая ладья · e1 белая ладья · g1 белый король \| a8 чёрная ладья · c8 чёрная ладья · e8 чёрный король · a7 чёрная пешка · b7 чёрная пешка · d7 чёрный ферзь · e7 чёрный конь · h7 чёрная пешка · f6 чёрная пешка · g6 чёрная пешка · d5 чёрная пешка · g5 белый конь · g4 белый ферзь · a2 белая пешка · b2 белая пешка · f2 белая пешка · g2 белая пешка · h2 белая пешка · c1 белая ладья · e1 белая ладья · g1 белый король \| a8 чёрная ладья · c8 чёрная ладья · e8 чёрный король · a7 чёрная пешка · b7 чёрная пешка · d7 чёрный ферзь · e7 чёрный конь · h7 чёрная пешка · f6 чёрная пешка · g6 чёрная пешка · d5 чёрная пешка · g5 белый конь · g4 белый ферзь · a2 белая пешка · b2 белая пешка · f2 белая пешка · g2 белая пешка · h2 белая пешка · c1 белая ладья · e1 белая ладья · g1 белый король \| a8 чёрная ладья · c8 чёрная ладья · e8 чёрный король · a7 чёрная пешка · b7 чёрная пешка · d7 чёрный ферзь · e7 чёрный конь · h7 чёрная пешка · f6 чёрная пешка · g6 чёрная пешка · d5 чёрная пешка · g5 белый конь · g4 белый ферзь · a2 белая пешка · b2 белая пешка · f2 белая пешка · g2 белая пешка · h2 белая пешка · c1 белая ладья · e1 белая ладья · g1 белый король \| a8 чёрная ладья · c8 чёрная ладья · e8 чёрный король · a7 чёрная пешка · b7 чёрная пешка · d7 чёрный ферзь · e7 чёрный конь · h7 чёрная пешка · f6 чёрная пешка · g6 чёрная пешка · d5 чёрная пешка · g5 белый конь · g4 белый ферзь · a2 белая пешка · b2 белая пешка · f2 белая пешка · g2 белая пешка · h2 белая пешка · c1 белая ладья · e1 белая ладья · g1 белый король \| a8 чёрная ладья · c8 чёрная ладья · e8 чёрный король · a7 чёрная пешка · b7 чёрная пешка · d7 чёрный ферзь · e7 чёрный конь · h7 чёрная пешка · f6 чёрная пешка · g6 чёрная пешка · d5 чёрная пешка · g5 белый конь · g4 белый ферзь · a2 белая пешка · b2 белая пешка · f2 белая пешка · g2 белая пешка · h2 белая пешка · c1 белая ладья · e1 белая ладья · g1 белый король \| a8 чёрная ладья · c8 чёрная ладья · e8 чёрный король · a7 чёрная пешка · b7 чёрная пешка · d7 чёрный ферзь · e7 чёрный конь · h7 чёрная пешка · f6 чёрная пешка · g6 чёрная пешка · d5 чёрная пешка · g5 белый конь · g4 белый ферзь · a2 белая пешка · b2 белая пешка · f2 белая пешка · g2 белая пешка · h2 белая пешка · c1 белая ладья · e1 белая ладья · g1 белый король \| 3 \| \| 2 \| a8 чёрная ладья · c8 чёрная ладья · e8 чёрный король · a7 чёрная пешка · b7 чёрная пешка · d7 чёрный ферзь · e7 чёрный конь · h7 чёрная пешка · f6 чёрная пешка · g6 чёрная пешка · d5 чёрная пешка · g5 белый конь · g4 белый ферзь · a2 белая пешка · b2 белая пешка · f2 белая пешка · g2 белая пешка · h2 белая пешка · c1 белая ладья · e1 белая ладья · g1 белый король \| a8 чёрная ладья · c8 чёрная ладья · e8 чёрный король · a7 чёрная пешка · b7 чёрная пешка · d7 чёрный ферзь · e7 чёрный конь · h7 чёрная пешка · f6 чёрная пешка · g6 чёрная пешка · d5 чёрная пешка · g5 белый конь · g4 белый ферзь · a2 белая пешка · b2 белая пешка · f2 белая пешка · g2 белая пешка · h2 белая пешка · c1 белая ладья · e1 белая ладья · g1 белый король \| a8 чёрная ладья · c8 чёрная ладья · e8 чёрный король · a7 чёрная пешка · b7 чёрная пешка · d7 чёрный ферзь · e7 чёрный конь · h7 чёрная пешка · f6 чёрная пешка · g6 чёрная пешка · d5 чёрная пешка · g5 белый конь · g4 белый ферзь · a2 белая пешка · b2 белая пешка · f2 белая пешка · g2 белая пешка · h2 белая пешка · c1 белая ладья · e1 белая ладья · g1 белый король \| a8 чёрная ладья · c8 чёрная ладья · e8 чёрный король · a7 чёрная пешка · b7 чёрная пешка · d7 чёрный ферзь · e7 чёрный конь · h7 чёрная пешка · f6 чёрная пешка · g6 чёрная пешка · d5 чёрная пешка · g5 белый конь · g4 белый ферзь · a2 белая пешка · b2 белая пешка · f2 белая пешка · g2 белая пешка · h2 белая пешка · c1 белая ладья · e1 белая ладья · g1 белый король \| a8 чёрная ладья · c8 чёрная ладья · e8 чёрный король · a7 чёрная пешка · b7 чёрная пешка · d7 чёрный ферзь · e7 чёрный конь · h7 чёрная пешка · f6 чёрная пешка · g6 чёрная пешка · d5 чёрная пешка · g5 белый конь · g4 белый ферзь · a2 белая пешка · b2 белая пешка · f2 белая пешка · g2 белая пешка · h2 белая пешка · c1 белая ладья · e1 белая ладья · g1 белый король \| a8 чёрная ладья · c8 чёрная ладья · e8 чёрный король · a7 чёрная пешка · b7 чёрная пешка · d7 чёрный ферзь · e7 чёрный конь · h7 чёрная пешка · f6 чёрная пешка · g6 чёрная пешка · d5 чёрная пешка · g5 белый конь · g4 белый ферзь · a2 белая пешка · b2 белая пешка · f2 белая пешка · g2 белая пешка · h2 белая пешка · c1 белая ладья · e1 белая ладья · g1 белый король \| a8 чёрная ладья · c8 чёрная ладья · e8 чёрный король · a7 чёрная пешка · b7 чёрная пешка · d7 чёрный ферзь · e7 чёрный конь · h7 чёрная пешка · f6 чёрная пешка · g6 чёрная пешка · d5 чёрная пешка · g5 белый конь · g4 белый ферзь · a2 белая пешка · b2 белая пешка · f2 белая пешка · g2 белая пешка · h2 белая пешка · c1 белая ладья · e1 белая ладья · g1 белый король \| a8 чёрная ладья · c8 чёрная ладья · e8 чёрный король · a7 чёрная пешка · b7 чёрная пешка · d7 чёрный ферзь · e7 чёрный конь · h7 чёрная пешка · f6 чёрная пешка · g6 чёрная пешка · d5 чёрная пешка · g5 белый конь · g4 белый ферзь · a2 белая пешка · b2 белая пешка · f2 белая пешка · g2 белая пешка · h2 белая пешка · c1 белая ладья · e1 белая ладья · g1 белый король \| 2 \| \| 1 \| a8 чёрная ладья · c8 чёрная ладья · e8 чёрный король · a7 чёрная пешка · b7 чёрная пешка · d7 чёрный ферзь · e7 чёрный конь · h7 чёрная пешка · f6 чёрная пешка · g6 чёрная пешка · d5 чёрная пешка · g5 белый конь · g4 белый ферзь · a2 белая пешка · b2 белая пешка · f2 белая пешка · g2 белая пешка · h2 белая пешка · c1 белая ладья · e1 белая ладья · g1 белый король \| a8 чёрная ладья · c8 чёрная ладья · e8 чёрный король · a7 чёрная пешка · b7 чёрная пешка · d7 чёрный ферзь · e7 чёрный конь · h7 чёрная пешка · f6 чёрная пешка · g6 чёрная пешка · d5 чёрная пешка · g5 белый конь · g4 белый ферзь · a2 белая пешка · b2 белая пешка · f2 белая пешка · g2 белая пешка · h2 белая пешка · c1 белая ладья · e1 белая ладья · g1 белый король \| a8 чёрная ладья · c8 чёрная ладья · e8 чёрный король · a7 чёрная пешка · b7 чёрная пешка · d7 чёрный ферзь · e7 чёрный конь · h7 чёрная пешка · f6 чёрная пешка · g6 чёрная пешка · d5 чёрная пешка · g5 белый конь · g4 белый ферзь · a2 белая пешка · b2 белая пешка · f2 белая пешка · g2 белая пешка · h2 белая пешка · c1 белая ладья · e1 белая ладья · g1 белый король \| a8 чёрная ладья · c8 чёрная ладья · e8 чёрный король · a7 чёрная пешка · b7 чёрная пешка · d7 чёрный ферзь · e7 чёрный конь · h7 чёрная пешка · f6 чёрная пешка · g6 чёрная пешка · d5 чёрная пешка · g5 белый конь · g4 белый ферзь · a2 белая пешка · b2 белая пешка · f2 белая пешка · g2 белая пешка · h2 белая пешка · c1 белая ладья · e1 белая ладья · g1 белый король \| a8 чёрная ладья · c8 чёрная ладья · e8 чёрный король · a7 чёрная пешка · b7 чёрная пешка · d7 чёрный ферзь · e7 чёрный конь · h7 чёрная пешка · f6 чёрная пешка · g6 чёрная пешка · d5 чёрная пешка · g5 белый конь · g4 белый ферзь · a2 белая пешка · b2 белая пешка · f2 белая пешка · g2 белая пешка · h2 белая пешка · c1 белая ладья · e1 белая ладья · g1 белый король \| a8 чёрная ладья · c8 чёрная ладья · e8 чёрный король · a7 чёрная пешка · b7 чёрная пешка · d7 чёрный ферзь · e7 чёрный конь · h7 чёрная пешка · f6 чёрная пешка · g6 чёрная пешка · d5 чёрная пешка · g5 белый конь · g4 белый ферзь · a2 белая пешка · b2 белая пешка · f2 белая пешка · g2 белая пешка · h2 белая пешка · c1 белая ладья · e1 белая ладья · g1 белый король \| a8 чёрная ладья · c8 чёрная ладья · e8 чёрный король · a7 чёрная пешка · b7 чёрная пешка · d7 чёрный ферзь · e7 чёрный конь · h7 чёрная пешка · f6 чёрная пешка · g6 чёрная пешка · d5 чёрная пешка · g5 белый конь · g4 белый ферзь · a2 белая пешка · b2 белая пешка · f2 белая пешка · g2 белая пешка · h2 белая пешка · c1 белая ладья · e1 белая ладья · g1 белый король \| a8 чёрная ладья · c8 чёрная ладья · e8 чёрный король · a7 чёрная пешка · b7 чёрная пешка · d7 чёрный ферзь · e7 чёрный конь · h7 чёрная пешка · f6 чёрная пешка · g6 чёрная пешка · d5 чёрная пешка · g5 белый конь · g4 белый ферзь · a2 белая пешка · b2 белая пешка · f2 белая пешка · g2 белая пешка · h2 белая пешка · c1 белая ладья · e1 белая ладья · g1 белый король \| 1 \| \| \| a \| b \| c \| d \| e \| f \| g \| h \| \| Позиция после 21…Крe8 1. e4 e5 2. Кf3 Кc6 3. Сc4 Сc5 4. c3 Кf6 5. d4 ed 6. cd Сb4 7. Кc3 d5 8. ed К:d5 9. O-O Сe6 10. Сg5 Сe7 11. С:d5 Белые проводят массовый размен, чтобы не дать чёрным рокировать. 11…С:d5 12. К:d5 Ф:d5 13. С:e7 К:e7 14. Лe1 f6 Чёрные намереваются совершить искусственную рокировку и одновременно защищают поля e5 и g5 от коня. 15. Фe2 Фd7 16. Лac1 c6 17. d5! Жертвой пешки белые вскрывают линию и освобождают поле для коня. 17…cd 18. Кd4 Крf7 19. Кe6 Лhc8 20. Фg4 g6 21. Кg5+ Крe8 (см. диаграмму) Здесь Стейниц проводит далеко рассчитанную комбинацию, которая в различных вариантах заканчивается матом или решающим материальным преимуществом белых. 22. Л:e7+!! Крf8 Возникает редкая позиция: все фигуры белых под ударом, из-за слабости первой горизонтали здесь и на следующих ходах чёрные грозят матом в один ход. Брать ладью ферзём нельзя из-за Л:c8+. На 22...Кр:e7 последовало бы 23.Лe1+ Крd6 24.Фb4+ Крc7 (24…Лc5 25.Лe6+!) 25.Кe6+ Крb8 26.Фf4+. 23. Лf7+! Крg8 24. Лg7+ Крh8 После 24…Крf8 выигрывало 25.Кh7+ Кр:g7 26.Ф:d7+ 25. Л:h7+ В этой позиции Барделебен молча вышел из зала. Стейниц продемонстрировал зрителям матовый финал, который мог бы последовать: 25…Крg8 26.Лg7+ Крh8 27.Фh4+ Крxg7 28.Фh7+ Крf8 29.Фh8+ Крe7 30.Фg7+ Крe8 31.Фg8+ Крe7 32.Фf7+ Крd8 33.Фf8+ Фe8 34.Кf7+ Крd7 35.Фd6#. | | | | | | | | |   |
| | a | b | c | d | e | f | g | h |   |
| 8 | a8 чёрная ладья · c8 чёрная ладья · e8 чёрный король · a7 чёрная пешка · b7 чёрная пешка · d7 чёрный ферзь · e7 чёрный конь · h7 чёрная пешка · f6 чёрная пешка · g6 чёрная пешка · d5 чёрная пешка · g5 белый конь · g4 белый ферзь · a2 белая пешка · b2 белая пешка · f2 белая пешка · g2 белая пешка · h2 белая пешка · c1 белая ладья · e1 белая ладья · g1 белый король | a8 чёрная ладья · c8 чёрная ладья · e8 чёрный король · a7 чёрная пешка · b7 чёрная пешка · d7 чёрный ферзь · e7 чёрный конь · h7 чёрная пешка · f6 чёрная пешка · g6 чёрная пешка · d5 чёрная пешка · g5 белый конь · g4 белый ферзь · a2 белая пешка · b2 белая пешка · f2 белая пешка · g2 белая пешка · h2 белая пешка · c1 белая ладья · e1 белая ладья · g1 белый король | a8 чёрная ладья · c8 чёрная ладья · e8 чёрный король · a7 чёрная пешка · b7 чёрная пешка · d7 чёрный ферзь · e7 чёрный конь · h7 чёрная пешка · f6 чёрная пешка · g6 чёрная пешка · d5 чёрная пешка · g5 белый конь · g4 белый ферзь · a2 белая пешка · b2 белая пешка · f2 белая пешка · g2 белая пешка · h2 белая пешка · c1 белая ладья · e1 белая ладья · g1 белый король | a8 чёрная ладья · c8 чёрная ладья · e8 чёрный король · a7 чёрная пешка · b7 чёрная пешка · d7 чёрный ферзь · e7 чёрный конь · h7 чёрная пешка · f6 чёрная пешка · g6 чёрная пешка · d5 чёрная пешка · g5 белый конь · g4 белый ферзь · a2 белая пешка · b2 белая пешка · f2 белая пешка · g2 белая пешка · h2 белая пешка · c1 белая ладья · e1 белая ладья · g1 белый король | a8 чёрная ладья · c8 чёрная ладья · e8 чёрный король · a7 чёрная пешка · b7 чёрная пешка · d7 чёрный ферзь · e7 чёрный конь · h7 чёрная пешка · f6 чёрная пешка · g6 чёрная пешка · d5 чёрная пешка · g5 белый конь · g4 белый ферзь · a2 белая пешка · b2 белая пешка · f2 белая пешка · g2 белая пешка · h2 белая пешка · c1 белая ладья · e1 белая ладья · g1 белый король | a8 чёрная ладья · c8 чёрная ладья · e8 чёрный король · a7 чёрная пешка · b7 чёрная пешка · d7 чёрный ферзь · e7 чёрный конь · h7 чёрная пешка · f6 чёрная пешка · g6 чёрная пешка · d5 чёрная пешка · g5 белый конь · g4 белый ферзь · a2 белая пешка · b2 белая пешка · f2 белая пешка · g2 белая пешка · h2 белая пешка · c1 белая ладья · e1 белая ладья · g1 белый король | a8 чёрная ладья · c8 чёрная ладья · e8 чёрный король · a7 чёрная пешка · b7 чёрная пешка · d7 чёрный ферзь · e7 чёрный конь · h7 чёрная пешка · f6 чёрная пешка · g6 чёрная пешка · d5 чёрная пешка · g5 белый конь · g4 белый ферзь · a2 белая пешка · b2 белая пешка · f2 белая пешка · g2 белая пешка · h2 белая пешка · c1 белая ладья · e1 белая ладья · g1 белый король | a8 чёрная ладья · c8 чёрная ладья · e8 чёрный король · a7 чёрная пешка · b7 чёрная пешка · d7 чёрный ферзь · e7 чёрный конь · h7 чёрная пешка · f6 чёрная пешка · g6 чёрная пешка · d5 чёрная пешка · g5 белый конь · g4 белый ферзь · a2 белая пешка · b2 белая пешка · f2 белая пешка · g2 белая пешка · h2 белая пешка · c1 белая ладья · e1 белая ладья · g1 белый король | 8 |
| 7 | a8 чёрная ладья · c8 чёрная ладья · e8 чёрный король · a7 чёрная пешка · b7 чёрная пешка · d7 чёрный ферзь · e7 чёрный конь · h7 чёрная пешка · f6 чёрная пешка · g6 чёрная пешка · d5 чёрная пешка · g5 белый конь · g4 белый ферзь · a2 белая пешка · b2 белая пешка · f2 белая пешка · g2 белая пешка · h2 белая пешка · c1 белая ладья · e1 белая ладья · g1 белый король | a8 чёрная ладья · c8 чёрная ладья · e8 чёрный король · a7 чёрная пешка · b7 чёрная пешка · d7 чёрный ферзь · e7 чёрный конь · h7 чёрная пешка · f6 чёрная пешка · g6 чёрная пешка · d5 чёрная пешка · g5 белый конь · g4 белый ферзь · a2 белая пешка · b2 белая пешка · f2 белая пешка · g2 белая пешка · h2 белая пешка · c1 белая ладья · e1 белая ладья · g1 белый король | a8 чёрная ладья · c8 чёрная ладья · e8 чёрный король · a7 чёрная пешка · b7 чёрная пешка · d7 чёрный ферзь · e7 чёрный конь · h7 чёрная пешка · f6 чёрная пешка · g6 чёрная пешка · d5 чёрная пешка · g5 белый конь · g4 белый ферзь · a2 белая пешка · b2 белая пешка · f2 белая пешка · g2 белая пешка · h2 белая пешка · c1 белая ладья · e1 белая ладья · g1 белый король | a8 чёрная ладья · c8 чёрная ладья · e8 чёрный король · a7 чёрная пешка · b7 чёрная пешка · d7 чёрный ферзь · e7 чёрный конь · h7 чёрная пешка · f6 чёрная пешка · g6 чёрная пешка · d5 чёрная пешка · g5 белый конь · g4 белый ферзь · a2 белая пешка · b2 белая пешка · f2 белая пешка · g2 белая пешка · h2 белая пешка · c1 белая ладья · e1 белая ладья · g1 белый король | a8 чёрная ладья · c8 чёрная ладья · e8 чёрный король · a7 чёрная пешка · b7 чёрная пешка · d7 чёрный ферзь · e7 чёрный конь · h7 чёрная пешка · f6 чёрная пешка · g6 чёрная пешка · d5 чёрная пешка · g5 белый конь · g4 белый ферзь · a2 белая пешка · b2 белая пешка · f2 белая пешка · g2 белая пешка · h2 белая пешка · c1 белая ладья · e1 белая ладья · g1 белый король | a8 чёрная ладья · c8 чёрная ладья · e8 чёрный король · a7 чёрная пешка · b7 чёрная пешка · d7 чёрный ферзь · e7 чёрный конь · h7 чёрная пешка · f6 чёрная пешка · g6 чёрная пешка · d5 чёрная пешка · g5 белый конь · g4 белый ферзь · a2 белая пешка · b2 белая пешка · f2 белая пешка · g2 белая пешка · h2 белая пешка · c1 белая ладья · e1 белая ладья · g1 белый король | a8 чёрная ладья · c8 чёрная ладья · e8 чёрный король · a7 чёрная пешка · b7 чёрная пешка · d7 чёрный ферзь · e7 чёрный конь · h7 чёрная пешка · f6 чёрная пешка · g6 чёрная пешка · d5 чёрная пешка · g5 белый конь · g4 белый ферзь · a2 белая пешка · b2 белая пешка · f2 белая пешка · g2 белая пешка · h2 белая пешка · c1 белая ладья · e1 белая ладья · g1 белый король | a8 чёрная ладья · c8 чёрная ладья · e8 чёрный король · a7 чёрная пешка · b7 чёрная пешка · d7 чёрный ферзь · e7 чёрный конь · h7 чёрная пешка · f6 чёрная пешка · g6 чёрная пешка · d5 чёрная пешка · g5 белый конь · g4 белый ферзь · a2 белая пешка · b2 белая пешка · f2 белая пешка · g2 белая пешка · h2 белая пешка · c1 белая ладья · e1 белая ладья · g1 белый король | 7 |
| 6 | a8 чёрная ладья · c8 чёрная ладья · e8 чёрный король · a7 чёрная пешка · b7 чёрная пешка · d7 чёрный ферзь · e7 чёрный конь · h7 чёрная пешка · f6 чёрная пешка · g6 чёрная пешка · d5 чёрная пешка · g5 белый конь · g4 белый ферзь · a2 белая пешка · b2 белая пешка · f2 белая пешка · g2 белая пешка · h2 белая пешка · c1 белая ладья · e1 белая ладья · g1 белый король | a8 чёрная ладья · c8 чёрная ладья · e8 чёрный король · a7 чёрная пешка · b7 чёрная пешка · d7 чёрный ферзь · e7 чёрный конь · h7 чёрная пешка · f6 чёрная пешка · g6 чёрная пешка · d5 чёрная пешка · g5 белый конь · g4 белый ферзь · a2 белая пешка · b2 белая пешка · f2 белая пешка · g2 белая пешка · h2 белая пешка · c1 белая ладья · e1 белая ладья · g1 белый король | a8 чёрная ладья · c8 чёрная ладья · e8 чёрный король · a7 чёрная пешка · b7 чёрная пешка · d7 чёрный ферзь · e7 чёрный конь · h7 чёрная пешка · f6 чёрная пешка · g6 чёрная пешка · d5 чёрная пешка · g5 белый конь · g4 белый ферзь · a2 белая пешка · b2 белая пешка · f2 белая пешка · g2 белая пешка · h2 белая пешка · c1 белая ладья · e1 белая ладья · g1 белый король | a8 чёрная ладья · c8 чёрная ладья · e8 чёрный король · a7 чёрная пешка · b7 чёрная пешка · d7 чёрный ферзь · e7 чёрный конь · h7 чёрная пешка · f6 чёрная пешка · g6 чёрная пешка · d5 чёрная пешка · g5 белый конь · g4 белый ферзь · a2 белая пешка · b2 белая пешка · f2 белая пешка · g2 белая пешка · h2 белая пешка · c1 белая ладья · e1 белая ладья · g1 белый король | a8 чёрная ладья · c8 чёрная ладья · e8 чёрный король · a7 чёрная пешка · b7 чёрная пешка · d7 чёрный ферзь · e7 чёрный конь · h7 чёрная пешка · f6 чёрная пешка · g6 чёрная пешка · d5 чёрная пешка · g5 белый конь · g4 белый ферзь · a2 белая пешка · b2 белая пешка · f2 белая пешка · g2 белая пешка · h2 белая пешка · c1 белая ладья · e1 белая ладья · g1 белый король | a8 чёрная ладья · c8 чёрная ладья · e8 чёрный король · a7 чёрная пешка · b7 чёрная пешка · d7 чёрный ферзь · e7 чёрный конь · h7 чёрная пешка · f6 чёрная пешка · g6 чёрная пешка · d5 чёрная пешка · g5 белый конь · g4 белый ферзь · a2 белая пешка · b2 белая пешка · f2 белая пешка · g2 белая пешка · h2 белая пешка · c1 белая ладья · e1 белая ладья · g1 белый король | a8 чёрная ладья · c8 чёрная ладья · e8 чёрный король · a7 чёрная пешка · b7 чёрная пешка · d7 чёрный ферзь · e7 чёрный конь · h7 чёрная пешка · f6 чёрная пешка · g6 чёрная пешка · d5 чёрная пешка · g5 белый конь · g4 белый ферзь · a2 белая пешка · b2 белая пешка · f2 белая пешка · g2 белая пешка · h2 белая пешка · c1 белая ладья · e1 белая ладья · g1 белый король | a8 чёрная ладья · c8 чёрная ладья · e8 чёрный король · a7 чёрная пешка · b7 чёрная пешка · d7 чёрный ферзь · e7 чёрный конь · h7 чёрная пешка · f6 чёрная пешка · g6 чёрная пешка · d5 чёрная пешка · g5 белый конь · g4 белый ферзь · a2 белая пешка · b2 белая пешка · f2 белая пешка · g2 белая пешка · h2 белая пешка · c1 белая ладья · e1 белая ладья · g1 белый король | 6 |
| 5 | a8 чёрная ладья · c8 чёрная ладья · e8 чёрный король · a7 чёрная пешка · b7 чёрная пешка · d7 чёрный ферзь · e7 чёрный конь · h7 чёрная пешка · f6 чёрная пешка · g6 чёрная пешка · d5 чёрная пешка · g5 белый конь · g4 белый ферзь · a2 белая пешка · b2 белая пешка · f2 белая пешка · g2 белая пешка · h2 белая пешка · c1 белая ладья · e1 белая ладья · g1 белый король | a8 чёрная ладья · c8 чёрная ладья · e8 чёрный король · a7 чёрная пешка · b7 чёрная пешка · d7 чёрный ферзь · e7 чёрный конь · h7 чёрная пешка · f6 чёрная пешка · g6 чёрная пешка · d5 чёрная пешка · g5 белый конь · g4 белый ферзь · a2 белая пешка · b2 белая пешка · f2 белая пешка · g2 белая пешка · h2 белая пешка · c1 белая ладья · e1 белая ладья · g1 белый король | a8 чёрная ладья · c8 чёрная ладья · e8 чёрный король · a7 чёрная пешка · b7 чёрная пешка · d7 чёрный ферзь · e7 чёрный конь · h7 чёрная пешка · f6 чёрная пешка · g6 чёрная пешка · d5 чёрная пешка · g5 белый конь · g4 белый ферзь · a2 белая пешка · b2 белая пешка · f2 белая пешка · g2 белая пешка · h2 белая пешка · c1 белая ладья · e1 белая ладья · g1 белый король | a8 чёрная ладья · c8 чёрная ладья · e8 чёрный король · a7 чёрная пешка · b7 чёрная пешка · d7 чёрный ферзь · e7 чёрный конь · h7 чёрная пешка · f6 чёрная пешка · g6 чёрная пешка · d5 чёрная пешка · g5 белый конь · g4 белый ферзь · a2 белая пешка · b2 белая пешка · f2 белая пешка · g2 белая пешка · h2 белая пешка · c1 белая ладья · e1 белая ладья · g1 белый король | a8 чёрная ладья · c8 чёрная ладья · e8 чёрный король · a7 чёрная пешка · b7 чёрная пешка · d7 чёрный ферзь · e7 чёрный конь · h7 чёрная пешка · f6 чёрная пешка · g6 чёрная пешка · d5 чёрная пешка · g5 белый конь · g4 белый ферзь · a2 белая пешка · b2 белая пешка · f2 белая пешка · g2 белая пешка · h2 белая пешка · c1 белая ладья · e1 белая ладья · g1 белый король | a8 чёрная ладья · c8 чёрная ладья · e8 чёрный король · a7 чёрная пешка · b7 чёрная пешка · d7 чёрный ферзь · e7 чёрный конь · h7 чёрная пешка · f6 чёрная пешка · g6 чёрная пешка · d5 чёрная пешка · g5 белый конь · g4 белый ферзь · a2 белая пешка · b2 белая пешка · f2 белая пешка · g2 белая пешка · h2 белая пешка · c1 белая ладья · e1 белая ладья · g1 белый король | a8 чёрная ладья · c8 чёрная ладья · e8 чёрный король · a7 чёрная пешка · b7 чёрная пешка · d7 чёрный ферзь · e7 чёрный конь · h7 чёрная пешка · f6 чёрная пешка · g6 чёрная пешка · d5 чёрная пешка · g5 белый конь · g4 белый ферзь · a2 белая пешка · b2 белая пешка · f2 белая пешка · g2 белая пешка · h2 белая пешка · c1 белая ладья · e1 белая ладья · g1 белый король | a8 чёрная ладья · c8 чёрная ладья · e8 чёрный король · a7 чёрная пешка · b7 чёрная пешка · d7 чёрный ферзь · e7 чёрный конь · h7 чёрная пешка · f6 чёрная пешка · g6 чёрная пешка · d5 чёрная пешка · g5 белый конь · g4 белый ферзь · a2 белая пешка · b2 белая пешка · f2 белая пешка · g2 белая пешка · h2 белая пешка · c1 белая ладья · e1 белая ладья · g1 белый король | 5 |
| 4 | a8 чёрная ладья · c8 чёрная ладья · e8 чёрный король · a7 чёрная пешка · b7 чёрная пешка · d7 чёрный ферзь · e7 чёрный конь · h7 чёрная пешка · f6 чёрная пешка · g6 чёрная пешка · d5 чёрная пешка · g5 белый конь · g4 белый ферзь · a2 белая пешка · b2 белая пешка · f2 белая пешка · g2 белая пешка · h2 белая пешка · c1 белая ладья · e1 белая ладья · g1 белый король | a8 чёрная ладья · c8 чёрная ладья · e8 чёрный король · a7 чёрная пешка · b7 чёрная пешка · d7 чёрный ферзь · e7 чёрный конь · h7 чёрная пешка · f6 чёрная пешка · g6 чёрная пешка · d5 чёрная пешка · g5 белый конь · g4 белый ферзь · a2 белая пешка · b2 белая пешка · f2 белая пешка · g2 белая пешка · h2 белая пешка · c1 белая ладья · e1 белая ладья · g1 белый король | a8 чёрная ладья · c8 чёрная ладья · e8 чёрный король · a7 чёрная пешка · b7 чёрная пешка · d7 чёрный ферзь · e7 чёрный конь · h7 чёрная пешка · f6 чёрная пешка · g6 чёрная пешка · d5 чёрная пешка · g5 белый конь · g4 белый ферзь · a2 белая пешка · b2 белая пешка · f2 белая пешка · g2 белая пешка · h2 белая пешка · c1 белая ладья · e1 белая ладья · g1 белый король | a8 чёрная ладья · c8 чёрная ладья · e8 чёрный король · a7 чёрная пешка · b7 чёрная пешка · d7 чёрный ферзь · e7 чёрный конь · h7 чёрная пешка · f6 чёрная пешка · g6 чёрная пешка · d5 чёрная пешка · g5 белый конь · g4 белый ферзь · a2 белая пешка · b2 белая пешка · f2 белая пешка · g2 белая пешка · h2 белая пешка · c1 белая ладья · e1 белая ладья · g1 белый король | a8 чёрная ладья · c8 чёрная ладья · e8 чёрный король · a7 чёрная пешка · b7 чёрная пешка · d7 чёрный ферзь · e7 чёрный конь · h7 чёрная пешка · f6 чёрная пешка · g6 чёрная пешка · d5 чёрная пешка · g5 белый конь · g4 белый ферзь · a2 белая пешка · b2 белая пешка · f2 белая пешка · g2 белая пешка · h2 белая пешка · c1 белая ладья · e1 белая ладья · g1 белый король | a8 чёрная ладья · c8 чёрная ладья · e8 чёрный король · a7 чёрная пешка · b7 чёрная пешка · d7 чёрный ферзь · e7 чёрный конь · h7 чёрная пешка · f6 чёрная пешка · g6 чёрная пешка · d5 чёрная пешка · g5 белый конь · g4 белый ферзь · a2 белая пешка · b2 белая пешка · f2 белая пешка · g2 белая пешка · h2 белая пешка · c1 белая ладья · e1 белая ладья · g1 белый король | a8 чёрная ладья · c8 чёрная ладья · e8 чёрный король · a7 чёрная пешка · b7 чёрная пешка · d7 чёрный ферзь · e7 чёрный конь · h7 чёрная пешка · f6 чёрная пешка · g6 чёрная пешка · d5 чёрная пешка · g5 белый конь · g4 белый ферзь · a2 белая пешка · b2 белая пешка · f2 белая пешка · g2 белая пешка · h2 белая пешка · c1 белая ладья · e1 белая ладья · g1 белый король | a8 чёрная ладья · c8 чёрная ладья · e8 чёрный король · a7 чёрная пешка · b7 чёрная пешка · d7 чёрный ферзь · e7 чёрный конь · h7 чёрная пешка · f6 чёрная пешка · g6 чёрная пешка · d5 чёрная пешка · g5 белый конь · g4 белый ферзь · a2 белая пешка · b2 белая пешка · f2 белая пешка · g2 белая пешка · h2 белая пешка · c1 белая ладья · e1 белая ладья · g1 белый король | 4 |
| 3 | a8 чёрная ладья · c8 чёрная ладья · e8 чёрный король · a7 чёрная пешка · b7 чёрная пешка · d7 чёрный ферзь · e7 чёрный конь · h7 чёрная пешка · f6 чёрная пешка · g6 чёрная пешка · d5 чёрная пешка · g5 белый конь · g4 белый ферзь · a2 белая пешка · b2 белая пешка · f2 белая пешка · g2 белая пешка · h2 белая пешка · c1 белая ладья · e1 белая ладья · g1 белый король | a8 чёрная ладья · c8 чёрная ладья · e8 чёрный король · a7 чёрная пешка · b7 чёрная пешка · d7 чёрный ферзь · e7 чёрный конь · h7 чёрная пешка · f6 чёрная пешка · g6 чёрная пешка · d5 чёрная пешка · g5 белый конь · g4 белый ферзь · a2 белая пешка · b2 белая пешка · f2 белая пешка · g2 белая пешка · h2 белая пешка · c1 белая ладья · e1 белая ладья · g1 белый король | a8 чёрная ладья · c8 чёрная ладья · e8 чёрный король · a7 чёрная пешка · b7 чёрная пешка · d7 чёрный ферзь · e7 чёрный конь · h7 чёрная пешка · f6 чёрная пешка · g6 чёрная пешка · d5 чёрная пешка · g5 белый конь · g4 белый ферзь · a2 белая пешка · b2 белая пешка · f2 белая пешка · g2 белая пешка · h2 белая пешка · c1 белая ладья · e1 белая ладья · g1 белый король | a8 чёрная ладья · c8 чёрная ладья · e8 чёрный король · a7 чёрная пешка · b7 чёрная пешка · d7 чёрный ферзь · e7 чёрный конь · h7 чёрная пешка · f6 чёрная пешка · g6 чёрная пешка · d5 чёрная пешка · g5 белый конь · g4 белый ферзь · a2 белая пешка · b2 белая пешка · f2 белая пешка · g2 белая пешка · h2 белая пешка · c1 белая ладья · e1 белая ладья · g1 белый король | a8 чёрная ладья · c8 чёрная ладья · e8 чёрный король · a7 чёрная пешка · b7 чёрная пешка · d7 чёрный ферзь · e7 чёрный конь · h7 чёрная пешка · f6 чёрная пешка · g6 чёрная пешка · d5 чёрная пешка · g5 белый конь · g4 белый ферзь · a2 белая пешка · b2 белая пешка · f2 белая пешка · g2 белая пешка · h2 белая пешка · c1 белая ладья · e1 белая ладья · g1 белый король | a8 чёрная ладья · c8 чёрная ладья · e8 чёрный король · a7 чёрная пешка · b7 чёрная пешка · d7 чёрный ферзь · e7 чёрный конь · h7 чёрная пешка · f6 чёрная пешка · g6 чёрная пешка · d5 чёрная пешка · g5 белый конь · g4 белый ферзь · a2 белая пешка · b2 белая пешка · f2 белая пешка · g2 белая пешка · h2 белая пешка · c1 белая ладья · e1 белая ладья · g1 белый король | a8 чёрная ладья · c8 чёрная ладья · e8 чёрный король · a7 чёрная пешка · b7 чёрная пешка · d7 чёрный ферзь · e7 чёрный конь · h7 чёрная пешка · f6 чёрная пешка · g6 чёрная пешка · d5 чёрная пешка · g5 белый конь · g4 белый ферзь · a2 белая пешка · b2 белая пешка · f2 белая пешка · g2 белая пешка · h2 белая пешка · c1 белая ладья · e1 белая ладья · g1 белый король | a8 чёрная ладья · c8 чёрная ладья · e8 чёрный король · a7 чёрная пешка · b7 чёрная пешка · d7 чёрный ферзь · e7 чёрный конь · h7 чёрная пешка · f6 чёрная пешка · g6 чёрная пешка · d5 чёрная пешка · g5 белый конь · g4 белый ферзь · a2 белая пешка · b2 белая пешка · f2 белая пешка · g2 белая пешка · h2 белая пешка · c1 белая ладья · e1 белая ладья · g1 белый король | 3 |
| 2 | a8 чёрная ладья · c8 чёрная ладья · e8 чёрный король · a7 чёрная пешка · b7 чёрная пешка · d7 чёрный ферзь · e7 чёрный конь · h7 чёрная пешка · f6 чёрная пешка · g6 чёрная пешка · d5 чёрная пешка · g5 белый конь · g4 белый ферзь · a2 белая пешка · b2 белая пешка · f2 белая пешка · g2 белая пешка · h2 белая пешка · c1 белая ладья · e1 белая ладья · g1 белый король | a8 чёрная ладья · c8 чёрная ладья · e8 чёрный король · a7 чёрная пешка · b7 чёрная пешка · d7 чёрный ферзь · e7 чёрный конь · h7 чёрная пешка · f6 чёрная пешка · g6 чёрная пешка · d5 чёрная пешка · g5 белый конь · g4 белый ферзь · a2 белая пешка · b2 белая пешка · f2 белая пешка · g2 белая пешка · h2 белая пешка · c1 белая ладья · e1 белая ладья · g1 белый король | a8 чёрная ладья · c8 чёрная ладья · e8 чёрный король · a7 чёрная пешка · b7 чёрная пешка · d7 чёрный ферзь · e7 чёрный конь · h7 чёрная пешка · f6 чёрная пешка · g6 чёрная пешка · d5 чёрная пешка · g5 белый конь · g4 белый ферзь · a2 белая пешка · b2 белая пешка · f2 белая пешка · g2 белая пешка · h2 белая пешка · c1 белая ладья · e1 белая ладья · g1 белый король | a8 чёрная ладья · c8 чёрная ладья · e8 чёрный король · a7 чёрная пешка · b7 чёрная пешка · d7 чёрный ферзь · e7 чёрный конь · h7 чёрная пешка · f6 чёрная пешка · g6 чёрная пешка · d5 чёрная пешка · g5 белый конь · g4 белый ферзь · a2 белая пешка · b2 белая пешка · f2 белая пешка · g2 белая пешка · h2 белая пешка · c1 белая ладья · e1 белая ладья · g1 белый король | a8 чёрная ладья · c8 чёрная ладья · e8 чёрный король · a7 чёрная пешка · b7 чёрная пешка · d7 чёрный ферзь · e7 чёрный конь · h7 чёрная пешка · f6 чёрная пешка · g6 чёрная пешка · d5 чёрная пешка · g5 белый конь · g4 белый ферзь · a2 белая пешка · b2 белая пешка · f2 белая пешка · g2 белая пешка · h2 белая пешка · c1 белая ладья · e1 белая ладья · g1 белый король | a8 чёрная ладья · c8 чёрная ладья · e8 чёрный король · a7 чёрная пешка · b7 чёрная пешка · d7 чёрный ферзь · e7 чёрный конь · h7 чёрная пешка · f6 чёрная пешка · g6 чёрная пешка · d5 чёрная пешка · g5 белый конь · g4 белый ферзь · a2 белая пешка · b2 белая пешка · f2 белая пешка · g2 белая пешка · h2 белая пешка · c1 белая ладья · e1 белая ладья · g1 белый король | a8 чёрная ладья · c8 чёрная ладья · e8 чёрный король · a7 чёрная пешка · b7 чёрная пешка · d7 чёрный ферзь · e7 чёрный конь · h7 чёрная пешка · f6 чёрная пешка · g6 чёрная пешка · d5 чёрная пешка · g5 белый конь · g4 белый ферзь · a2 белая пешка · b2 белая пешка · f2 белая пешка · g2 белая пешка · h2 белая пешка · c1 белая ладья · e1 белая ладья · g1 белый король | a8 чёрная ладья · c8 чёрная ладья · e8 чёрный король · a7 чёрная пешка · b7 чёрная пешка · d7 чёрный ферзь · e7 чёрный конь · h7 чёрная пешка · f6 чёрная пешка · g6 чёрная пешка · d5 чёрная пешка · g5 белый конь · g4 белый ферзь · a2 белая пешка · b2 белая пешка · f2 белая пешка · g2 белая пешка · h2 белая пешка · c1 белая ладья · e1 белая ладья · g1 белый король | 2 |
| 1 | a8 чёрная ладья · c8 чёрная ладья · e8 чёрный король · a7 чёрная пешка · b7 чёрная пешка · d7 чёрный ферзь · e7 чёрный конь · h7 чёрная пешка · f6 чёрная пешка · g6 чёрная пешка · d5 чёрная пешка · g5 белый конь · g4 белый ферзь · a2 белая пешка · b2 белая пешка · f2 белая пешка · g2 белая пешка · h2 белая пешка · c1 белая ладья · e1 белая ладья · g1 белый король | a8 чёрная ладья · c8 чёрная ладья · e8 чёрный король · a7 чёрная пешка · b7 чёрная пешка · d7 чёрный ферзь · e7 чёрный конь · h7 чёрная пешка · f6 чёрная пешка · g6 чёрная пешка · d5 чёрная пешка · g5 белый конь · g4 белый ферзь · a2 белая пешка · b2 белая пешка · f2 белая пешка · g2 белая пешка · h2 белая пешка · c1 белая ладья · e1 белая ладья · g1 белый король | a8 чёрная ладья · c8 чёрная ладья · e8 чёрный король · a7 чёрная пешка · b7 чёрная пешка · d7 чёрный ферзь · e7 чёрный конь · h7 чёрная пешка · f6 чёрная пешка · g6 чёрная пешка · d5 чёрная пешка · g5 белый конь · g4 белый ферзь · a2 белая пешка · b2 белая пешка · f2 белая пешка · g2 белая пешка · h2 белая пешка · c1 белая ладья · e1 белая ладья · g1 белый король | a8 чёрная ладья · c8 чёрная ладья · e8 чёрный король · a7 чёрная пешка · b7 чёрная пешка · d7 чёрный ферзь · e7 чёрный конь · h7 чёрная пешка · f6 чёрная пешка · g6 чёрная пешка · d5 чёрная пешка · g5 белый конь · g4 белый ферзь · a2 белая пешка · b2 белая пешка · f2 белая пешка · g2 белая пешка · h2 белая пешка · c1 белая ладья · e1 белая ладья · g1 белый король | a8 чёрная ладья · c8 чёрная ладья · e8 чёрный король · a7 чёрная пешка · b7 чёрная пешка · d7 чёрный ферзь · e7 чёрный конь · h7 чёрная пешка · f6 чёрная пешка · g6 чёрная пешка · d5 чёрная пешка · g5 белый конь · g4 белый ферзь · a2 белая пешка · b2 белая пешка · f2 белая пешка · g2 белая пешка · h2 белая пешка · c1 белая ладья · e1 белая ладья · g1 белый король | a8 чёрная ладья · c8 чёрная ладья · e8 чёрный король · a7 чёрная пешка · b7 чёрная пешка · d7 чёрный ферзь · e7 чёрный конь · h7 чёрная пешка · f6 чёрная пешка · g6 чёрная пешка · d5 чёрная пешка · g5 белый конь · g4 белый ферзь · a2 белая пешка · b2 белая пешка · f2 белая пешка · g2 белая пешка · h2 белая пешка · c1 белая ладья · e1 белая ладья · g1 белый король | a8 чёрная ладья · c8 чёрная ладья · e8 чёрный король · a7 чёрная пешка · b7 чёрная пешка · d7 чёрный ферзь · e7 чёрный конь · h7 чёрная пешка · f6 чёрная пешка · g6 чёрная пешка · d5 чёрная пешка · g5 белый конь · g4 белый ферзь · a2 белая пешка · b2 белая пешка · f2 белая пешка · g2 белая пешка · h2 белая пешка · c1 белая ладья · e1 белая ладья · g1 белый король | a8 чёрная ладья · c8 чёрная ладья · e8 чёрный король · a7 чёрная пешка · b7 чёрная пешка · d7 чёрный ферзь · e7 чёрный конь · h7 чёрная пешка · f6 чёрная пешка · g6 чёрная пешка · d5 чёрная пешка · g5 белый конь · g4 белый ферзь · a2 белая пешка · b2 белая пешка · f2 белая пешка · g2 белая пешка · h2 белая пешка · c1 белая ладья · e1 белая ладья · g1 белый король | 1 |
| | a | b | c | d | e | f | g | h |   |

Зимой 1895/1896 годов в Санкт-Петербурге был организован матч-турнир сильнейших шахматистов мира, который многими рассматривался как соревнование, по результатам которого будет выявлен претендент на матч за шахматную корону с Ласкером. Тарраш не приехал, сославшись на занятость по врачебной практике, и в итоге играли четверо: Ласкер, Стейниц, Чигорин и Пильсбери. После первой половины лидировал Пильсбери, Стейниц шёл третьим. Во второй половине Пильсбери из-за болезни набрал только полтора очка в 9 партиях, и Стейниц вышел на второе место — вслед за Ласкером.
Переговоры с Ласкером завершились успешно: начало матч-реванша было назначено на ноябрь 1896 года в Москве. Готовясь к этому поединку, экс-чемпион в начале нового года приехал в Ростов-на-Дону, чтобы провести матч с Эммануилом Шифферсом. Стейниц победил, но без явного преимущества: +6 −4 =1. Летом он занял лишь шестое место в нюрнбергском турнире, в котором победил Ласкер. Матч-реванш обернулся уверенной победой Ласкера: 10 побед при только 2 поражениях. После матча, когда Стейниц ещё оставался в московской гостинице, у него были обнаружены симптомы психического расстройства (позже сам шахматист утверждал, что первые его симптомы проявились ещё в 1876 году, после матча с Блэкберном, и повторялись при особенном переутомлении). Примерно на месяц он был помещён в психиатрическую клинику в Москве, где его навестил знаменитый психиатр Корсаков. В марте экс-чемпиона выписали из больницы, и он отправился в Вену. В том же году на пароходе «Пенсильвания» он вернулся в Штаты.
Бедность — сбор средств, объявленный Нью-Йоркским шахматным клубом, не дал достаточных результатов, — вынудила Стейница снова отправиться в Европу. Несмотря на возраст и болезнь, Стейниц тем не менее достойно выступил на очередном турнире в Вене (1898): он взял четвёртый приз с 23½ очками из 36 позади Тарраша, Пильсбери и Яновского, но выше Шлехтера, Мароци, Чигорина, Шифферса и других. Однако последующие соревнования показывали очевидный спад в игре стареющего и больного экс-чемпиона: он занял 5-е место в более слабом XI конгрессе Германского шахматного союза (Кёльн, 1898) и всего лишь десятое-одиннадцатое места в Лондоне (1899), где триумфально победил Ласкер. Лондонский турнир стал последним соревнованием в жизни Стейница.
В 1899 году Стейниц вернулся в Нью-Йорк, где жил вместе с женой и двумя детьми в глубокой нищете. 11 февраля 1900 года он был госпитализирован в психиатрическую больницу на острове Уорда в Манхэттене: ему чудилось, что из него исходит электрический ток, который передвигает шахматные фигуры по доске. В апреле его состояние улучшилось, и его выписали, однако вскоре его снова поместили в ту же больницу. 12 августа Стейниц умер от сердечного приступа. Он был похоронен на бруклинском кладбище Evergreens Cemetery на средства Немецкого союза журналистов, в котором состоял Стейниц.

## Личность и семья
В официальном сборнике, выпущенном к турниру в Гастингсе 1895 года, Стейницу был дан следующий портрет: «Шахматы — это его жизнь и душа, смысл его существования. Имея блестящий интеллект и редкую любовь к игре, он может забывать обо всём прочем, о людях и вещах. <…> Внешность его необычна и поразительна: красивая и большая голова со значительным лбом, седыми волосами и кирпичного цвета бородой, довольно полон, страдает от лёгкой хромоты, которая естественным образом усилилась с возрастом, он ходит с тростью. Его называют хорошим пловцом, в любом случае его запас плавучести огромен, и он может быть занимательным и учтивым». Евгений Зноско-Боровский описывал его так: «Таким, глубоко ушедшим в свои думы, с огромным выпуклым лбом, его и изображают сохранившиеся портреты. Однако они, по-видимому, дают лишь отдалённое представление о том, каким был Стейниц в действительности. Это опять-таки канон, иконопись, перед нами философ, а не боец. Между тем достаточно было посмотреть в глаза Стейница, необычайно живые, острые, насмешливые, глядящие жадно, иногда вызывающе и задирающе, чтобы понять, что это не бесстрастный мыслитель, а пылкий и самолюбивый игрок. Это только снаружи он казался таким благовоспитанным, успокоенным старцем: внутри — клокотало пламя». Зноско-Боровский сравнивал Стейница с гномами из немецких преданий, хранившими огонь и золото, которых часто описывали как сварливых рыжеволосых карликов.
Сложившееся представление о дурном характере Стейница во многом стало следствием его манеры вести полемику в печати, сочетавшую безапелляционность теоретических суждений и персональные выпады в адрес оппонентов, в том числе — с броскими эпитетами. По словам Михаила Левидова, «его упрямый и властный характер не выносил никаких компромиссов, его авторитарная психика не умещалась в рамках „хорошего тона“. То, что он хотел сказать, говорил он полным голосом, игнорируя профессиональные приличия и не щадя самолюбий».
В быту Стейниц мог быть очень приятным собеседником, весёлым и остроумным, знатоком анекдотов и стихов, которые он легко запоминал с первого прочтения. Он также любил музыку и был большим поклонником Рихарда Вагнера.
В 1865 году, когда ему было 29 лет, Стейниц женился на 18-летней Каролине Голдер из Великобритании (родилась 22 ноября 1847 года). 7 августа 1866 года у них родилась дочь Флора. В 1888 году, в возрасте 22 лет, Флора умерла от эндокардита; Стейниц тяжело переживал смерть единственной дочери, а через 4 года, 27 мая 1892, в возрасте 45 лет от Брайтовой болезни (нефрита) умерла Каролина. Стейниц скоро женился повторно, его новая избранница Элизабет происходила из Шотландии и была моложе мужа на 28 лет. Она родила Вильгельму сына Уильяма (1894 год) и дочь Джулию (1897 год). После смерти Стейница следы его жены и детей теряются. Курт Ландсбергер высказывал гипотезу, что при переписи 1900 года Элизабет указала другую фамилию.
На протяжении своей жизни Стейниц высказывался в прессе по «еврейскому вопросу» и выступал против антисемитизма. Так, в 1891 году Стейниц опубликовал в своей колонке в «New-York Tribune» полученное от Чигорина опровержение сообщений о проявлении антисемитизма в Санкт-Петербургском шахматном обществе. В конце жизни он работал над фундаментальным трудом «Еврейство в шахматах», но не закончил его. Незадолго до смерти Стейниц опубликовал статью против антисемитизма «Мой ответ антисемитам в Вене и где бы то ни было…».

## Творчество и наследие

### Общая характеристика и оценки
Стейниц рассматривается как первый официальный чемпион мира и как новатор, оказавший колоссальное влияние на последующее развитие шахмат. Ройбен Файн пишет, что Стейниц был уникальной фигурой сразу по нескольким причинам: «Он был первым, кто официально завоевал титул чемпиона мира; он был первым, кто создал какое-то осмысленное теоретическое учение. Он разработал принципы позиционной игры, которые с тех пор стали азбучными истинами для шахмат. Он был первым полностью профессиональным шахматным мастером, который посвятил игре всю свою жизнь. И он первым показал, что шахматная публицистика может быть хорошей литературой». Гарри Каспаров начинает отсчёт эры современных шахмат именно со Стейница и сравнивает его вклад с ролью открытий XIX века для современной науки.
Репутация Стейница как сильнейшего игрока своего времени сложилась в первую очередь благодаря его матчевым победам. Это объясняется как тем, что во времена Стейница крупные турниры проходили раз в несколько лет, так и тем, что в матчевых соревнованиях Стейниц был гораздо более убедителен. Если в наиболее представительных турнирах Стейниц в лучшем случае делил первое место (в Вене в 1873 году — с Блэкберном, которого он победил в дополнительном мини-матче, и в Вене в 1882 году — с Винавером), то в матчах до встречи с Ласкером он оставался практически непобедимым: единственные два поражения пришлись на матч-гандикап против де Вера (1865) и матч из двух партий по телеграфу против Чигорина (1891). Всего за карьеру Стейниц сыграл 33 матча и победил в 29 из них. Зноско-Боровский также объясняет этот феномен тем, что матчи гораздо лучше подходили и темпераменту Стейница: он на старте соревнований нередко терял очки, играя не в полную силу или позволяя себе эксперименты, но затем «ускорялся» и выигрывал партии сериями. Это не всегда позволяло наверстать упущенное в турнире, но работало в матчах, где нужно долгое время бороться с одним и тем же соперником. Стейниц ревниво относился к своей славе сильнейшего и стремился постоянно её подтверждать. Он без колебаний принимал вызовы на матчи и особенно искал встречи с теми, кому раньше удавалось в чём-то его превзойти, чем резко отличался от последующих чемпионов мира, зачастую не брезговавших различными уловками, чтобы избежать опасного поединка с сильным противником. Так, Цукерторт опередил Стейница в Лондоне в 1883 году, а Чигорин неоднократно побеждал Стейница в личных встречах.

### Теоретические взгляды. Позиционная школа
В начале творческого пути Стейниц был поклонником и последователем мастеров комбинации «романтического» периода, в первую очередь Андерсена. На рубеже 1860-х и 1870-х годов Стейниц произвёл переоценку своих представлений о шахматах. Он убедился, что многие комбинации привели к успеху только из-за слабой защиты проигравшей стороны. Изучение партий шахматистов прошлого и своих современников привело его к системе взглядов, сейчас известных как позиционная школа. Одним из важнейших источников для Стейница стало творчество Пола Морфи. Хотя Стейниц рассматривал его как представителя «комбинационной» школы, то есть прошлого, сейчас принято считать, что многие идеи Стейница уже нашли отражение в партиях Морфи: хотя он часто заканчивал партии эффектными комбинациями, это было следствием быстрого и гармоничного развития фигур и создания слабых мест в позиции соперника, то есть комбинации Морфи имели под собой прочную позиционную основу. Но, по замечанию Фишера, если Морфи «обычно довольствовался разыгрыванием дебютов „по-книжному“», Стейниц был крупным мыслителем и оригинальным исследователем. Также Стейниц испытал влияние Луи Паульсена, которого он называл «пионером новой школы» и который играл матч с Андерсеном, компенсируя меньшее комбинационное дарование высококлассной защитой. В общих чертах Стейниц изложил свою концепцию позиционной школы в статьях «Современная школа и её тенденции» и «Морфи и шахматная игра его времени» (1885).
Ключевым понятием теории Стейница стала оценка позиции, которая определяет последующий план действий. По Стейницу, партия начинается в равновесном состоянии, но разнообразные факторы — например, лучшее развитие фигур, пешечная структура, владение открытыми линиями — могут сместить равновесие в сторону одного из игроков. В этом случае на стороне игрока образуется преимущество, которое может быть реализовано разными способами — как комбинацией, так и длительным маневрированием, давлением на слабость в позиции противника, выигрышем материала. И напротив, если игрок не использует преимущества своей позиции, которые по природе своей временны, он может утратить инициативу и растерять перевес. Под защитой Стейниц понимал игру в ситуации, когда равновесие смещено в пользу противника. Основной принцип защиты Стейница — экономия сил; защищаясь, следует идти лишь на такие уступки, которые совершенно необходимы, и по возможности избегать ослаблений пешечного расположения. Если позиция лишена слабостей, защищаться легче, чем атаковать. Таким образом, план действий диктуется самим характером позиции.
Стейниц много и подробно писал о пешечной структуре, которую он относил к наиболее устойчивым характеристикам позиции, следуя в этом идеям Франсуа Филидора. В зависимости от расположения пешки могли быть силой позиции или её слабостью, усиливать или наоборот ослаблять роль тех или иных фигур. Пешечная структура может определять план игры: так, если в расположении противника есть слабая пешка, она может быть объектом давления. Стейниц предпочитал закрытые и полузакрытые позиции, где пешечная структура надёжно фиксируется и определяет долговременные планы сторон.
В учении Стейница было немало противоречивого и просто ошибочного. Например, с позиции современной теории очень спорно выглядит его утверждение о том, что короля следует активно использовать в игре по всей доске: «Мы считаем за установленный факт, что на короля должно смотреть как на сильную фигуру и для защиты, и для нападения». Вообще, многие позиции сейчас оценивают иначе, чем их оценивал Стейниц, однако основные положения его учения выдержали проверку временем.
Стейниц был известен принципиальностью и упорством, с которыми отстаивал за доской свои идеи, в том числе и сомнительные или ошибочные, что часто стоило ему турнирных очков. Например, играя за чёрных гамбит Эванса, он стремился доказать жизнеспособность позиции после 1.e4 e5. 2.Кf3 Кc6 3.Сc4 Сc5 4.b4 С:b4 5.c3 Сa5 6.0-0 Фf6?! В первом матче против Чигорина Стейниц применил этот ход во всех восьми партиях, в которых его соперник избирал гамбит Эванса, в матче против Гунсберга — во всех четырёх. Чигорин регулярно получал лучшую позицию, и только благодаря изобретательной защите чемпион выиграл три партии и ещё одну свёл вничью. Гунсберг тоже выиграл эту тематическую дуэль (на его счету две победы и одна ничья).
Хотя современники соглашались с первенством Стейница как шахматиста-практика, его учение о позиционной игре было по достоинству оценено уже после его смерти. Последователями Стейница признавали себя Зигберт Тарраш и Ласкер, последний считал Стейница не просто шахматным теоретиком, но и крупным философом. В 1930 году будущий чемпион мира Макс Эйве в своём учебнике шахматной игры описал учение Стейница как основу шахматной стратегии.

### Вклад в дебютную теорию
Именем Стейница названы несколько дебютных вариантов и систем, которые он подробно разработал. Обычно эти варианты возникали как иллюстрации и логические продолжения взглядов Стейница на позиционную игру.
В испанской партии вариант 1.e4 e5 2.Кf3 Кc6 3.Сb5 d6 получил название «защита Стейница» (в XX веке также была разработана «улучшенная защита Стейница» 1.e4 e5 2.Кf3 Кc6 3.Сb5 a6 4.Са4 d6). «Системой Стейница» называют продолжение 1.e4 e5 2.Кf3 Кc6 3.d4 ed 4.К:d4 Фh4 в шотландской партии. Со временем Стейниц сам разочаровался в этом ходе, но в 1990-х годах на фоне возобновления интереса к шотландской партии были найдены новые ресурсы как за белых, так и за чёрных. В 1999 году отдельную книгу о системе Стейница выпустил гроссмейстер Л. Гутман. Во французской защите есть вариант Стейница 1.e4 e6 2.d4 d5 3.Кc3 Кf6 4.e5. В принятом ферзевом гамбите Стейниц, в том числе в матче против Цукерторта, применил за чёрных продолжение 1.d4 d5 2.c4 dc 3.Кf3 Кf6 4.e3 e6 5.С:c4 c5 6.0-0 cd. План чёрных состоит в создании изолированной пешки d4 и использовании поля d5. Одно из двух основных продолжений в русской партии — 1.e4 e5 2.Кf3 Кf6 3.d4 — также называют «системой Стейница».
В венской партии Стейницу принадлежит идея оригинального гамбита, сейчас известного как гамбит Стейница: 1.e4 e5 2.Кc3 Кc6 3.f4 ef 4.d4 Фh4+ 5.Крe2. Впервые он применил его в 1867 году на турнире в Данди против Г. Неймана. Этот гамбит по замыслу автора иллюстрировал его идею о том, что король в миттельшпиле может успешно оставаться в центре без надёжного убежища. Стейниц считал, что попытки чёрных провести атаку повлекут ослабление их позиции, а ранний вывод ферзя делает его уязвимым для удобно развивающихся белых фигур. Среди побед Стейница в гамбите его имени выделяется партия против Луи Паульсена в Баден-Бадене в 1870 году: в ней Стейниц уверенно и последовательно переиграл мастера позиционной игры, которого высоко ценил. Сейчас гамбит Стейница считается невыгодным для белых.

### Стейниц и шахматная композиция
Стейниц нередко писал о важности решения шахматных задач и этюдов, сам блестяще их решал и много лет поддерживал дружеские отношения со знаменитым американским проблемистом Сэмюэлем Лойдом. Известны несколько этюдов авторства Стейница.
|   | a | b | c | d | e | f | g | h |   |
| - | --- | --- | --- | --- | --- | --- | --- | --- | - |
| 8 | g8 чёрный король · e7 белый король · g6 белая пешка · h6 белая пешка · h4 белый слон · h1 чёрная ладья | g8 чёрный король · e7 белый король · g6 белая пешка · h6 белая пешка · h4 белый слон · h1 чёрная ладья | g8 чёрный король · e7 белый король · g6 белая пешка · h6 белая пешка · h4 белый слон · h1 чёрная ладья | g8 чёрный король · e7 белый король · g6 белая пешка · h6 белая пешка · h4 белый слон · h1 чёрная ладья | g8 чёрный король · e7 белый король · g6 белая пешка · h6 белая пешка · h4 белый слон · h1 чёрная ладья | g8 чёрный король · e7 белый король · g6 белая пешка · h6 белая пешка · h4 белый слон · h1 чёрная ладья | g8 чёрный король · e7 белый король · g6 белая пешка · h6 белая пешка · h4 белый слон · h1 чёрная ладья | g8 чёрный король · e7 белый король · g6 белая пешка · h6 белая пешка · h4 белый слон · h1 чёрная ладья | 8 |
| 7 | g8 чёрный король · e7 белый король · g6 белая пешка · h6 белая пешка · h4 белый слон · h1 чёрная ладья | g8 чёрный король · e7 белый король · g6 белая пешка · h6 белая пешка · h4 белый слон · h1 чёрная ладья | g8 чёрный король · e7 белый король · g6 белая пешка · h6 белая пешка · h4 белый слон · h1 чёрная ладья | g8 чёрный король · e7 белый король · g6 белая пешка · h6 белая пешка · h4 белый слон · h1 чёрная ладья | g8 чёрный король · e7 белый король · g6 белая пешка · h6 белая пешка · h4 белый слон · h1 чёрная ладья | g8 чёрный король · e7 белый король · g6 белая пешка · h6 белая пешка · h4 белый слон · h1 чёрная ладья | g8 чёрный король · e7 белый король · g6 белая пешка · h6 белая пешка · h4 белый слон · h1 чёрная ладья | g8 чёрный король · e7 белый король · g6 белая пешка · h6 белая пешка · h4 белый слон · h1 чёрная ладья | 7 |
| 6 | g8 чёрный король · e7 белый король · g6 белая пешка · h6 белая пешка · h4 белый слон · h1 чёрная ладья | g8 чёрный король · e7 белый король · g6 белая пешка · h6 белая пешка · h4 белый слон · h1 чёрная ладья | g8 чёрный король · e7 белый король · g6 белая пешка · h6 белая пешка · h4 белый слон · h1 чёрная ладья | g8 чёрный король · e7 белый король · g6 белая пешка · h6 белая пешка · h4 белый слон · h1 чёрная ладья | g8 чёрный король · e7 белый король · g6 белая пешка · h6 белая пешка · h4 белый слон · h1 чёрная ладья | g8 чёрный король · e7 белый король · g6 белая пешка · h6 белая пешка · h4 белый слон · h1 чёрная ладья | g8 чёрный король · e7 белый король · g6 белая пешка · h6 белая пешка · h4 белый слон · h1 чёрная ладья | g8 чёрный король · e7 белый король · g6 белая пешка · h6 белая пешка · h4 белый слон · h1 чёрная ладья | 6 |
| 5 | g8 чёрный король · e7 белый король · g6 белая пешка · h6 белая пешка · h4 белый слон · h1 чёрная ладья | g8 чёрный король · e7 белый король · g6 белая пешка · h6 белая пешка · h4 белый слон · h1 чёрная ладья | g8 чёрный король · e7 белый король · g6 белая пешка · h6 белая пешка · h4 белый слон · h1 чёрная ладья | g8 чёрный король · e7 белый король · g6 белая пешка · h6 белая пешка · h4 белый слон · h1 чёрная ладья | g8 чёрный король · e7 белый король · g6 белая пешка · h6 белая пешка · h4 белый слон · h1 чёрная ладья | g8 чёрный король · e7 белый король · g6 белая пешка · h6 белая пешка · h4 белый слон · h1 чёрная ладья | g8 чёрный король · e7 белый король · g6 белая пешка · h6 белая пешка · h4 белый слон · h1 чёрная ладья | g8 чёрный король · e7 белый король · g6 белая пешка · h6 белая пешка · h4 белый слон · h1 чёрная ладья | 5 |
| 4 | g8 чёрный король · e7 белый король · g6 белая пешка · h6 белая пешка · h4 белый слон · h1 чёрная ладья | g8 чёрный король · e7 белый король · g6 белая пешка · h6 белая пешка · h4 белый слон · h1 чёрная ладья | g8 чёрный король · e7 белый король · g6 белая пешка · h6 белая пешка · h4 белый слон · h1 чёрная ладья | g8 чёрный король · e7 белый король · g6 белая пешка · h6 белая пешка · h4 белый слон · h1 чёрная ладья | g8 чёрный король · e7 белый король · g6 белая пешка · h6 белая пешка · h4 белый слон · h1 чёрная ладья | g8 чёрный король · e7 белый король · g6 белая пешка · h6 белая пешка · h4 белый слон · h1 чёрная ладья | g8 чёрный король · e7 белый король · g6 белая пешка · h6 белая пешка · h4 белый слон · h1 чёрная ладья | g8 чёрный король · e7 белый король · g6 белая пешка · h6 белая пешка · h4 белый слон · h1 чёрная ладья | 4 |
| 3 | g8 чёрный король · e7 белый король · g6 белая пешка · h6 белая пешка · h4 белый слон · h1 чёрная ладья | g8 чёрный король · e7 белый король · g6 белая пешка · h6 белая пешка · h4 белый слон · h1 чёрная ладья | g8 чёрный король · e7 белый король · g6 белая пешка · h6 белая пешка · h4 белый слон · h1 чёрная ладья | g8 чёрный король · e7 белый король · g6 белая пешка · h6 белая пешка · h4 белый слон · h1 чёрная ладья | g8 чёрный король · e7 белый король · g6 белая пешка · h6 белая пешка · h4 белый слон · h1 чёрная ладья | g8 чёрный король · e7 белый король · g6 белая пешка · h6 белая пешка · h4 белый слон · h1 чёрная ладья | g8 чёрный король · e7 белый король · g6 белая пешка · h6 белая пешка · h4 белый слон · h1 чёрная ладья | g8 чёрный король · e7 белый король · g6 белая пешка · h6 белая пешка · h4 белый слон · h1 чёрная ладья | 3 |
| 2 | g8 чёрный король · e7 белый король · g6 белая пешка · h6 белая пешка · h4 белый слон · h1 чёрная ладья | g8 чёрный король · e7 белый король · g6 белая пешка · h6 белая пешка · h4 белый слон · h1 чёрная ладья | g8 чёрный король · e7 белый король · g6 белая пешка · h6 белая пешка · h4 белый слон · h1 чёрная ладья | g8 чёрный король · e7 белый король · g6 белая пешка · h6 белая пешка · h4 белый слон · h1 чёрная ладья | g8 чёрный король · e7 белый король · g6 белая пешка · h6 белая пешка · h4 белый слон · h1 чёрная ладья | g8 чёрный король · e7 белый король · g6 белая пешка · h6 белая пешка · h4 белый слон · h1 чёрная ладья | g8 чёрный король · e7 белый король · g6 белая пешка · h6 белая пешка · h4 белый слон · h1 чёрная ладья | g8 чёрный король · e7 белый король · g6 белая пешка · h6 белая пешка · h4 белый слон · h1 чёрная ладья | 2 |
| 1 | g8 чёрный король · e7 белый король · g6 белая пешка · h6 белая пешка · h4 белый слон · h1 чёрная ладья | g8 чёрный король · e7 белый король · g6 белая пешка · h6 белая пешка · h4 белый слон · h1 чёрная ладья | g8 чёрный король · e7 белый король · g6 белая пешка · h6 белая пешка · h4 белый слон · h1 чёрная ладья | g8 чёрный король · e7 белый король · g6 белая пешка · h6 белая пешка · h4 белый слон · h1 чёрная ладья | g8 чёрный король · e7 белый король · g6 белая пешка · h6 белая пешка · h4 белый слон · h1 чёрная ладья | g8 чёрный король · e7 белый король · g6 белая пешка · h6 белая пешка · h4 белый слон · h1 чёрная ладья | g8 чёрный король · e7 белый король · g6 белая пешка · h6 белая пешка · h4 белый слон · h1 чёрная ладья | g8 чёрный король · e7 белый король · g6 белая пешка · h6 белая пешка · h4 белый слон · h1 чёрная ладья | 1 |
|   | a | b | c | d | e | f | g | h |   |

1.h6-h7+ Крg8-g7 2.h7-h8Ф+! Крg7:h8
3.Кре7-f7 Лh1-f1+ 4.Сh4-f6+ Лf1:f6+
5.Крf7:f6 Крh8-g8 6.g6-g7 Крg8-h7 7.Крf6-f7 с победой.

## Статистика выступлений
Турнирные и матчевые результаты приводятся по источнику: Линдер, В. И., Линдер, И. М. Вильгельм Стейниц: Жизнь и игра. — М.: Астрель: АСТ: Люкс, 2005. — С. 253—254. — 255 с. — (Энциклопедия шахматного олимпа). — ISBN 5-17-025663-9..

### Турниры
| Год       | Город           | Турнир                                 | +  | −  | =  | Результат | Место | Примечания |
| --------- | --------------- | -------------------------------------- | -- | -- | -- | --------- | ----- | --- |
| 1859      | Вена            | Чемпионат Венского шахматного общества |    |    |    |           | 3     | |
| 1860      | Вена            | Чемпионат Венского шахматного общества |    |    |    |           | 2     | |
| 1861      | Вена            | Чемпионат Венского шахматного общества | 30 | 1  | 3  | 31½ из 34 | 1     | |
| 1862      | Лондон          | Международный турнир                   | 6  | 5  | 3  | 6 из 11   | 6     | Ничьи переигрывались. Ещё две партии не были сыграны из-за выбытия из турнира Дикона и Лёвенталя.               |
| 1865      | Дублин          | Международный турнир                   | 4  | -  | 1  | 4½ из 5   | 1     | Ничьи переигрывались.                                                                                           |
| 1866      | Лондон          |                                        | 8  | -  | 3  | 9½ из 11  | 1     | |
| 1867      | Париж           | Международный турнир                   | 18 | 3  | 3  | 18 из 24  | 3     | Ничьи засчитывались как поражения обоим соперникам.                                                             |
|           | Данди           | Международный турнир                   | 7  | 2  | -  | 7 из 9    | 2     | |
|           | Данди           |                                        | 3  | -  | 2  | 3 из 3    | 1-2   | Ничьи переигрывались.                                                                                           |
| 1868/1869 | Лондон          |                                        | 5  | -  | -  | 5 из 5    | 1     | |
| 1870      | Баден-Баден     | Международный турнир                   | 9  | 4  | 3  | 10½ из 16 | 2     | Также Стейниц выиграл обе партии у А. Штерна, который выбыл из турнира и результаты которого были аннулированы. |
| 1871/1872 | Лондон          | Гандикап-турнир                        | 12 | -  | -  | 12 из 12  | 1     | |
| 1872      | Лондон          | Международный турнир                   | 7  | -  | 1  | 7 из 7    | 1     | Ничьи переигрывались.                                                                                           |
|           | Лондон          |                                        | 2  | 2  | 2  |           |       | Турнир проходил по олимпийской системе, Стейниц проиграл во втором круге Цукерторту.                            |
| 1873      | Вена            | Международный турнир                   | 18 | 2  | 5  | 22½ из 27 | 1     | Также Стейниц выиграл обе партии против Блэкберна в дополнительном матче за первое место.                       |
| 1882      | Вена            | Международный турнир                   | 21 | 7  | 8  | 25 из 36  | 1-2   | Поделил с Винавером.                                                                                            |
| 1883      | Лондон          | Международный турнир                   | 19 | 7  | 7  | 19 из 26  | 2     | Ничьи переигрывались.                                                                                           |
| 1894      | Нью-Йорк        | Чемпионат города                       | 8  | 1  | 1  | 8½ из 10  | 1     | |
| 1895      | Гастингс        | Международный турнир                   | 11 | 6  | 4  | 15 из 21  | 5     | |
| 1895/1896 | Санкт-Петербург | Международный турнир                   | 7  | 6  | 5  | 9½ из 18  | 2     | Турнир игрался в 6 кругов.                                                                                      |
| 1896      | Нюрнберг        | Международный турнир                   | 10 | 6  | 2  | 11 из 18  | 6     | |
| 1897      | Нью-Йорк        |                                        | 2  | 1  | 1  | 2½ из 4   | 1-2   | Дополнительная партия закончилась вничью.                                                                       |
| 1898      | Вена            | Международный турнир                   | 18 | 7  | 11 | 23½ из 36 | 4     | Турнир игрался в 2 круга.                                                                                       |
|           | Кёльн           | Международный турнир                   | 8  | 4  | 3  | 9½ из 15  | 5     | |
| 1899      | Лондон          | Международный турнир                   | 8  | 12 | 7  | 11½ из 27 | 10-11 | Стейниц впервые с 1859 года не получил денежного приза.                                                         |

### Матчи
| Год       | Город                             | Соревнование                                          | +  | −  | = | Результат |
| --------- | --------------------------------- | ----------------------------------------------------- | -- | -- | - | --------- |
| 1862      | Лондон                            | Матч с С. Дюбуа                                       | 5  | 3  | 1 | 5½:3½     |
| 1862/1863 | Лондон                            | Матч с Дж. Блэкберном                                 | 7  | 1  | 2 | 8:2       |
| 1863      | Лондон                            | Матч с Ф. Диконом                                     | 5  | 1  | 1 | 5½:1½     |
|           | Лондон                            | Матч с О. Монгредиеном                                | 7  | 0  | 0 | 7:0       |
| 1863/1864 | Лондон                            | Матч с В. Грином                                      | 7  | 0  | 2 | 8:1       |
| 1865      | Лондон                            | Матч с Дж. Робеем                                     | 4  | 1  | 0 | 4:1       |
|           | Лондон                            | Матч с С. де Вером; Стейниц давал вперёд пешку и ход  | 3  | 7  | 2 | 4:8       |
| 1866      | Лондон                            | Матч с Адольфом Андерсеном                            | 8  | 6  | 0 | 8:6       |
|           | Лондон                            | Матч с Г. Бёрдом                                      | 7  | 5  | 5 | 9½:7½     |
| 1867      | Данди                             | Матч с Дж. Фрэзером; Стейниц давал вперёд пешку и ход | 7  | 1  | 1 | 7½:1½     |
|           | Данди                             | Матч с Дж. Фрэзером                                   | 3  | 1  | 2 | 4:2       |
| 1870      | Лондон                            | Матч с Дж. Блэкберном                                 | 1  | 0  | 1 | 1½:0½     |
| 1872      | Лондон                            | Матч с И. Цукертортом                                 | 7  | 1  | 4 | 9:3       |
| 1876      | Лондон                            | Матч с Дж. Блэкберном                                 | 7  | 0  | 0 | 7:0       |
| 1882      | Филадельфия                       | Матч с Д. Мартинесом                                  | 7  | 0  | 0 | 7:0       |
|           | Филадельфия                       | Матч с Д. Мартинесом                                  | 3  | 1  | 3 | 4½:1½     |
|           | Балтимор                          | Матч с А. Селлманом                                   | 2  | 0  | 3 | 3½:1½     |
| 1883      | Нью-Йорк                          | Матч с Дж. Макензи                                    | 3  | 1  | 2 | 4:2       |
|           | Гавана                            | Матч с С. Гольмайо                                    | 8  | 1  | 1 | 8½:1½     |
|           | Филадельфия                       | Матч с Д. Мартинесом                                  | 9  | 0  | 2 | 10:1      |
| 1885      | Балтимор                          | Матч с А. Селлманом                                   | 3  | 0  | 0 | 3:0       |
| 1886      | Нью-Йорк, Сент-Луис, Новый Орлеан | Матч на первенство мира с И. Цукертортом              | 10 | 5  | 5 | 12½:7½    |
| 1888      | Гавана                            | Матч с А. Понсе; Стейниц давал вперёд пешку и ход     | 4  | 1  | 0 | 4:1       |
|           | Гавана                            | Матч с А. Васкесом                                    | 5  | 0  | 0 | 5:0       |
|           | Гавана                            | Матч с С. Гольмайо                                    | 5  | 0  | 0 | 5:0       |
| 1889      | Гавана                            | Матч на первенство мира с М. Чигориным                | 10 | 6  | 1 | 10½:6½    |
|           | Гавана                            | Матч с В. Карвахалом                                  | 4  | 1  | 0 | 4½:½      |
| 1890/1891 | Нью-Йорк                          | Матч на первенство мира с И. Гунсбергом               | 6  | 4  | 9 | 10½:8½    |
|           | Гавана                            | Матч с М. Чигориным по телеграфу                      | 0  | 2  | 0 | 0:2       |
| 1892      | Гавана                            | Матч на первенство мира с М. Чигориным                | 10 | 8  | 5 | 12½:10½   |
| 1894      | Нью-Йорк, Филадельфия, Монреаль   | Матч на первенство мира с Эм. Ласкером                | 5  | 10 | 4 | 7:12      |
| 1896      | Ростов-на-Дону                    | Матч с Э. Шифферсом                                   | 6  | 4  | 1 | 6½:4½     |
| 1896/1897 | Москва                            | Матч на первенство мира с Эм. Ласкером                | 2  | 10 | 5 | 4½:12½    |